# Alboraya
| Zona urbana Centro histórico Estación de Metrovalencia | Zona industrial Carretera secundaria Vía verde |

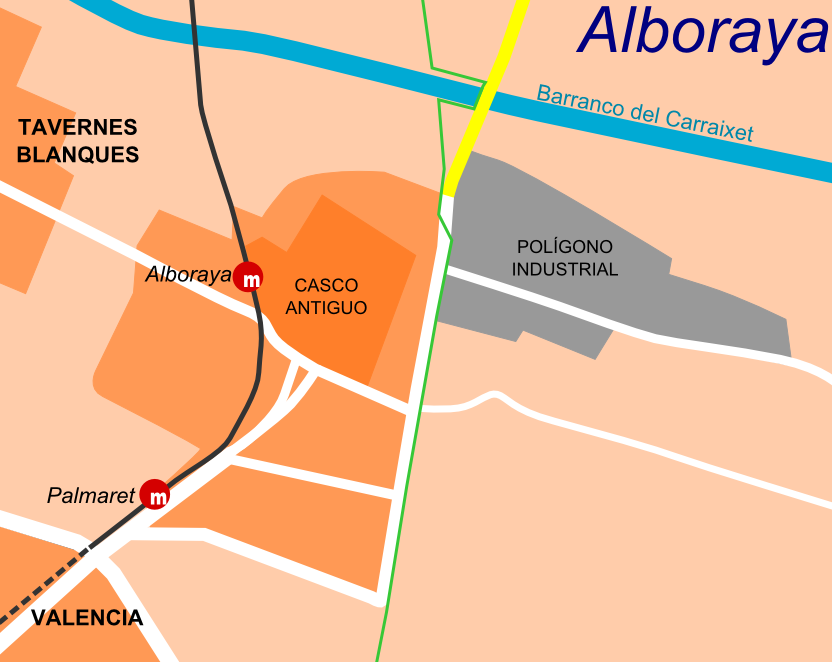
Plano esquemático de la ciudad, con las principales vías de acceso y comunicación.
Zona urbana
Centro histórico
Estación de Metrovalencia
Zona industrial
Carretera secundaria
Vía verde

Alboraya (en valenciano y cooficialmente Alboraia) es un municipio de la comunidad autónoma de Valencia, España. Pertenece a la provincia de Valencia y está situado en la comarca de la Huerta Norte. Con una población de 26 259 habitantes (INE 2024), lo que lo convierte en el tercer municipio de la comarca en población tras Burjasot y Paterna. Se le conoce principalmente por su horchata y su chufa.

## Toponimia
Según el historiador Martínez Aloy, Alboraya hace referencia al término árabe البريج (al-buraīĝ, «torrecita»), usado como nombre de la alquería musulmana. Gaspar Escolano, que defiende el término البرج (al-burĝ, «torre»), feminizado en البرجة (al-burĝa), justifica esta etimología debido a las torres que existían por la huerta como avanzadillas de las murallas de Valencia.

## Geografía
Integrado en la comarca de Huerta Norte, se sitúa a 6 kilómetros del centro de Valencia. El término municipal está atravesado por la autovía de acceso norte a Valencia V-21, y por una carretera secundaria que conecta con Almácera. Todavía se conservan amplias zonas de huerta, con cultivos intensivos divididos tradicionalmente en ocho partidas: Calvet, Desemparats, Mar, Massamardà, Masquefa, Miracle, Saboia y Vera. Como rasgo físico significativo, hay que destacar la presencia del barranco del Carraixet. El núcleo urbano se sitúa a la derecha del mismo barranco, a 6 m sobre el nivel del mar. La red hidráulica de Alboraya se complementa con las acequias de Tormos y de Rascaña, que abastecen el término. La altitud oscila entre los 10 m y el nivel del mar en la playa de Alboraya.

### Playas
Alboraya es un municipio situado en la Costa de Valencia. Cuenta con las siguientes playas:
- Playa de Port Saplaya Norte
- Playa de Port Saplaya Sur
- Playa de La Patacona[7]
- Playa de Els Peixets[8]

| Noroeste: Almácera       | Norte: Meliana | Noreste: Mar Mediterráneo |
| Oeste: Tabernes Blanques |                | Este: Mar Mediterráneo    |
| Suroeste: Valencia       | Sur: Valencia  | Sureste: Mar Mediterráneo |

## Historia
Las tierras sobre las que se asienta Alboraya se crearon durante el cuaternario, debido a los materiales arrastrados por el río Turia y los barrancos de Torrente y el Carraixet. En su término se han encontrado restos de villas romanas de época imperial, así como un busto de época adriana que se conserva en el Museo Arqueológico Nacional. Las prospecciones subacuáticas han proporcionado hallazgos tanto romanos como medievales, posiblemente al existir una zona de anclaje.
El núcleo urbano tiene su origen en una alquería andalusí que el rey Jaime I de Aragón otorgó al obispo de Huesca, Vidal de Canyelles, el 17 de octubre de 1238, tras la conquista de la ciudad de Valencia, junto con Almácera y otras posesiones. Cuando murió el obispo, la propiedad de Alboraya pasó a manos de Teresa Gil de Vidaura, tercera mujer de Jaime I, posteriormente pasó a sus hijos y a la familia italiana Della Volta. En 1331, Alboraya pasó a pertenecer a Gilabert de Noguera o Sanoguera (en castellano Gilberto de Zanoguera) quien fundó el señorío de Alboraya. En el siglo XV retornó a la jurisdicción real.
El 28 de junio de 1240, al poco tiempo de otorgar la propiedad de la alquería de Alboraya al obispo de Huesca, se fundó la parroquia de Alboraya, que se consagró a la Asunción. La fundación de la parroquia queda documentada en el primer Quinqui Libri (Libro de sacramentos) que se encuentra en el archivo parroquial de Alboraya.

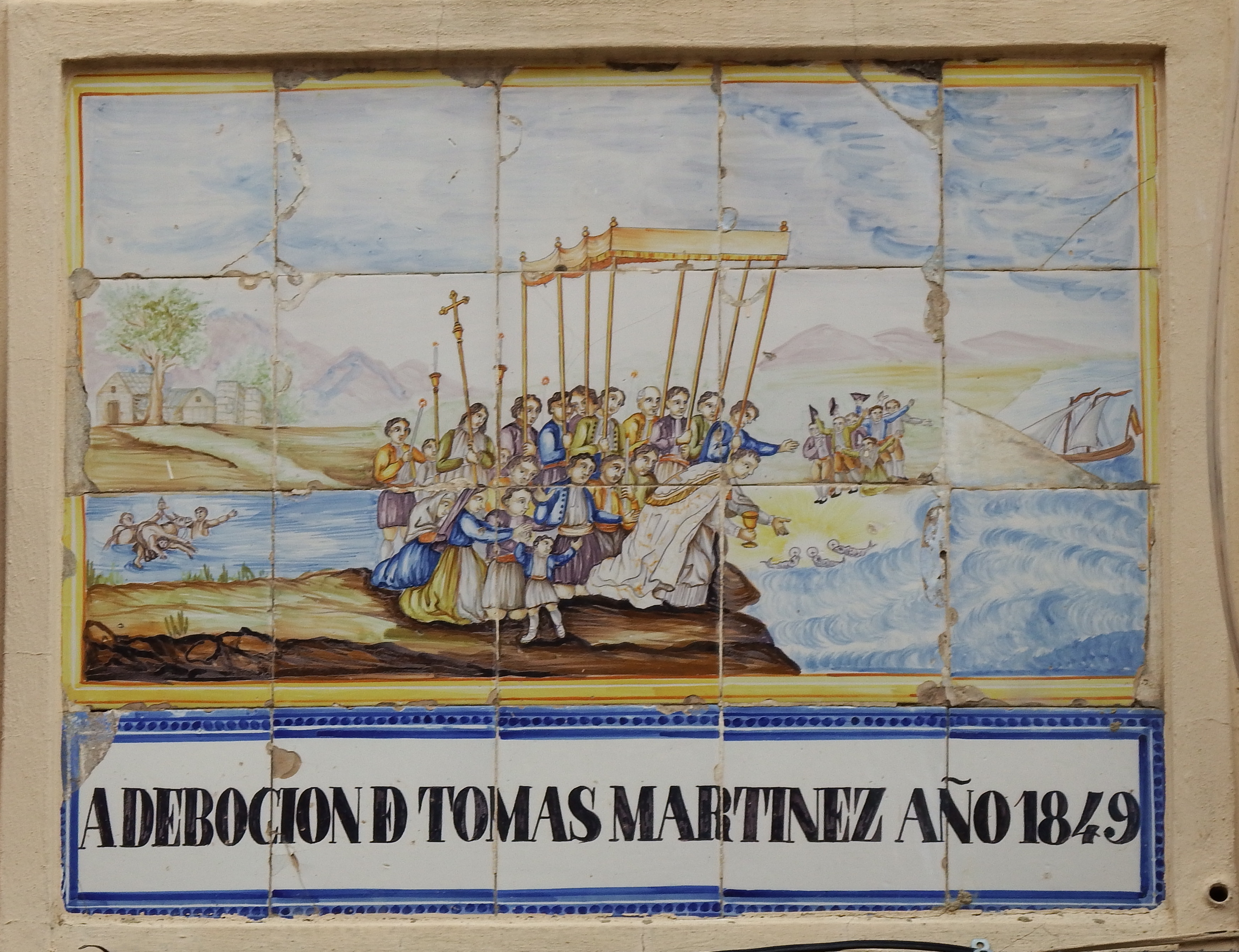
Retablo cerámico que representa el Milagro de los Peces

El acontecimiento más importante de la época medieval en Alboraya fue el conocido como Milagro de los Peces (Miracle dels Peixets). Cuenta la tradición que el párroco de Alboraya se le cayeron unas formas consagradas al agua del barranco del Carraixet cuando iba camino de Almácera, donde iba a llevar la Comunión a un musulmán converso. En la desembocadura del barranco aparecieron tres peces con las formas en la boca gracias a los cuales el párroco pudo recuperarlas. Este milagro marcó la identidad de Alboraya hasta nuestros días, hecho que se manifiesta en la presencia de tres peces en el escudo de la localidad y la construcción en 1907 de una ermita en la desembocadura del Barranco del Carraixet, donde se celebra la fiesta del Milagro de los Peces cada año.
A partir de este hecho, Almácera pidió autonomía eclesiástica respecto de Alboraya, constituyéndose como una vicaría perpetua a partir de 1376 gracias al obispo Hug de Fenollet. Este hecho puede considerarse como el principio de la historia de Almácera como municipio.
El Consejo General de Valencia mandó en 1414 construir una ermita a la Virgen de los Desamparados junto al barranco de Carraixet, con tal de consagrar los cementerios donde eran sepultos los ajusticiados y los desamparados. En la actualidad el edificio está en el término de Tabernes Blanques, ya que en 1902 unas 150 fanegadas de huerta de la partida Desemparats situadas entre Tabernes Blanques y el Barranco del Carraixet fueron segregadas a la parroquia de Tabernes Blanques, segregándose finalmente en favor del Ayuntamiento de Tabernes Blanques en 1925.
El recuento poblacional del año 1646 ofrece un cómputo de 88 casas; Cavanilles cifra la población, el año 1794, en 560 vecinos; a mediados de siglo XIX Madoz apunta la cantidad de 3301 habitantes; Sanchís Sivera, el año 1922, da noticia de 4265.

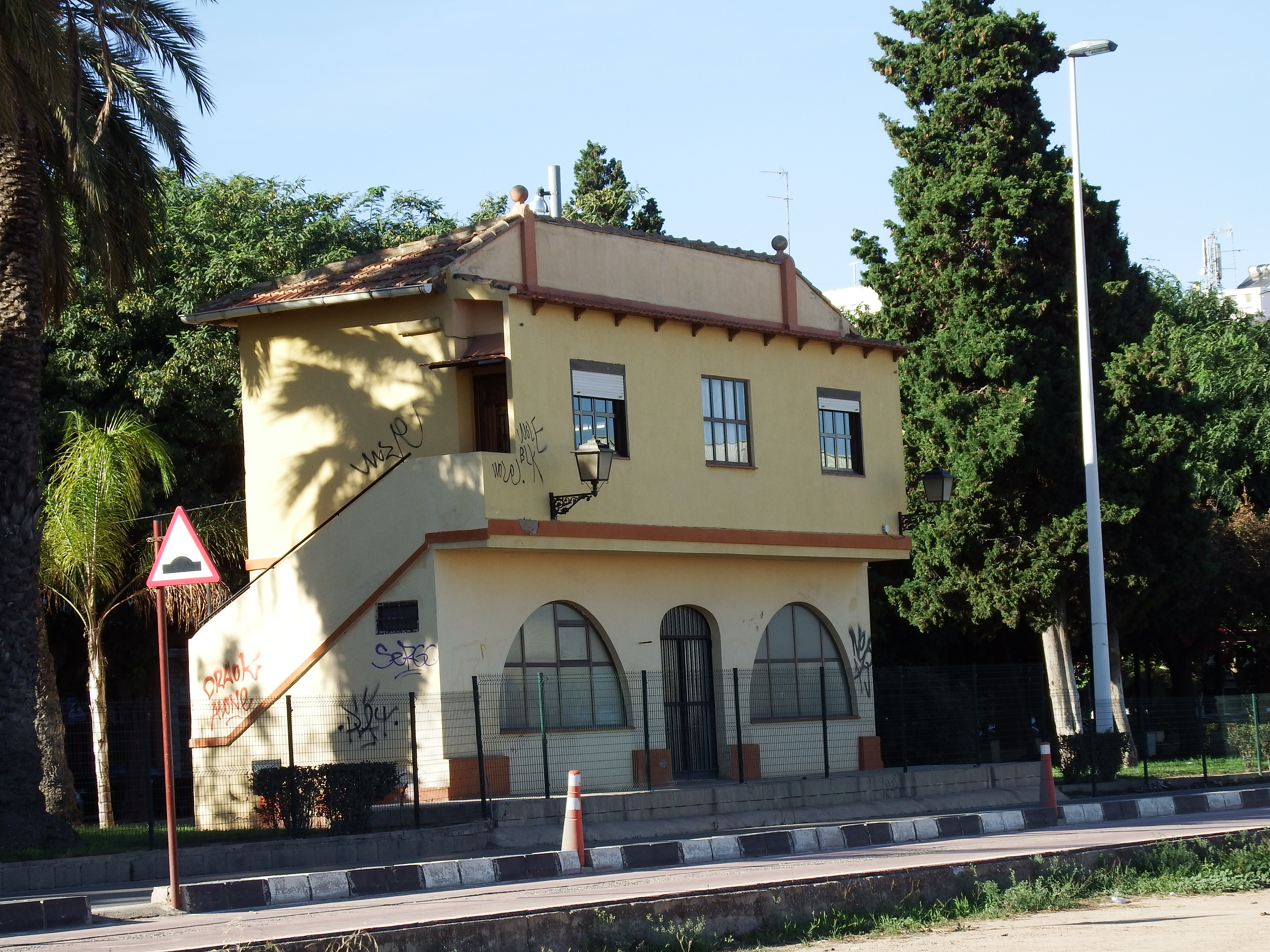
Antigua estación de la vía Churra

En el siglo XIX se comenzaron a construir las grandes infraestructuras metropolitanas de Valencia, entre las que destaca el ferrocarril. Por el término de Alboraya pasaba la línea Valencia-Tarragona (que posteriormente acabaría siendo la vía actual de Renfe), cuyo tramo entre Valencia y Sagunto se inauguró en 1862; la línea Valencia-Zaragoza, conocida como vía churra, que fue inaugurada en 1888, discurría por el actual paseo de Aragón y paraba en la antigua Estación de Aragón de Alboraya; y la línea del trenet Valencia-Rafelbuñol (posteriormente la vía del metro), cuyo tramo Valencia-Alboraya se inauguró el 17 de marzo de 1893, y ese mismo año llegó finalmente hasta Rafelbuñol.

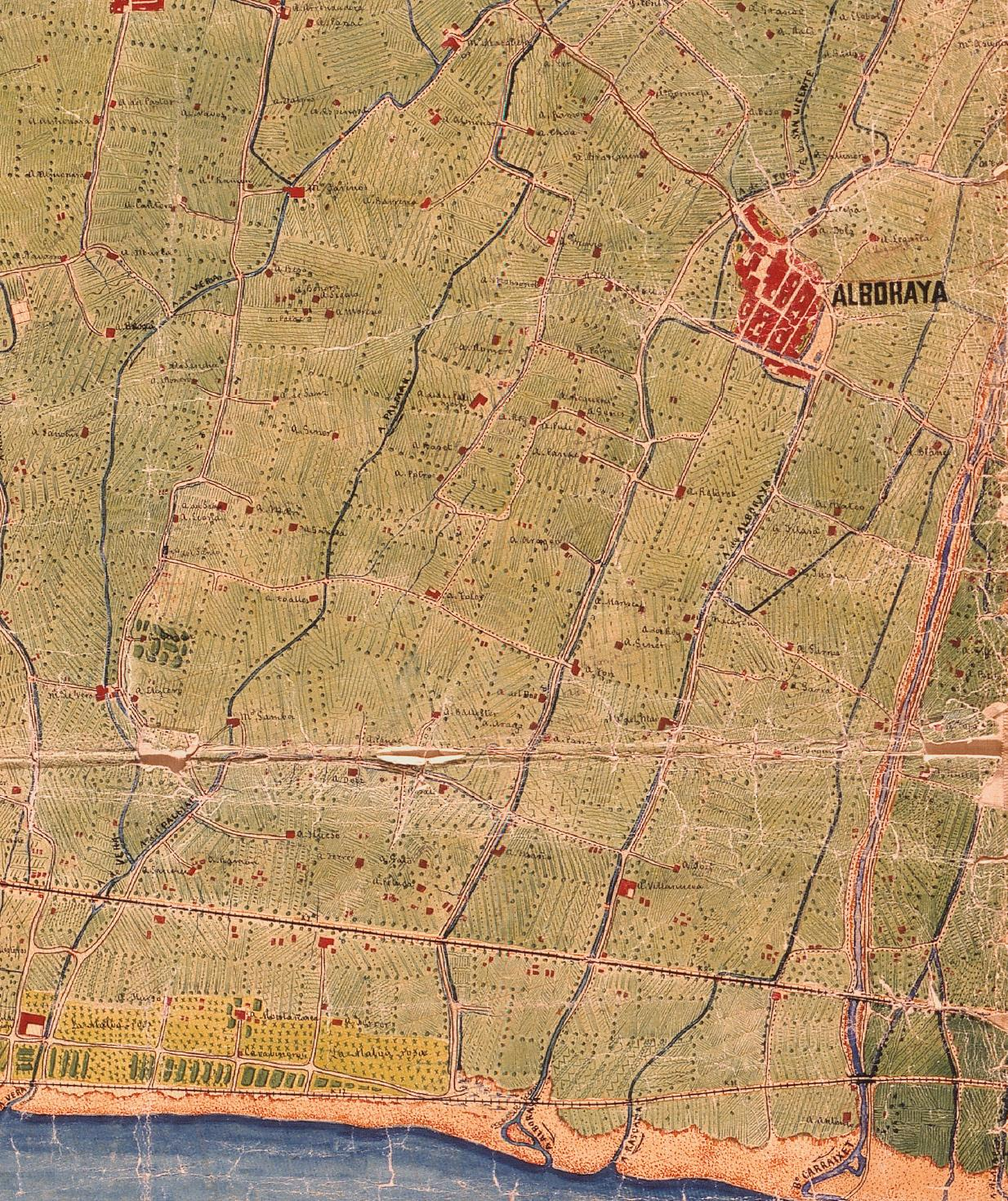
Mapa de Alboraya en 1883

Estas infraestructuras ferroviarias marcaron el límite del crecimiento urbano de Alboraya durante los siglos XIX y principios del XX, ya que el casco antiguo no sobrepasa ninguna de las antiguas vías de tren. Hacia el año 1800, el límite del núcleo de Alboraya lo conformaban las actuales calles Molí, Cabañal, Nou y parte de Milagrosa, existiendo solamente la zona del centro histórico al norte y nordeste de la iglesia. A lo largo del siglo XIX, el pueblo se expande hacia el sur, norte, este, oeste y nordeste (actuales calles Cervantes, Miracle, San Pancracio, Tavernes Blanques). En el primer tercio del siglo XX se urbanizan las actuales calles Almàssera, Degà Sanfeliu, Nou d’Octubre, Hermanos Benlliure o Salvador Giner. Las calles Sant Cristòfol y Colón conformaron el límite urbano por el norte y el este hasta los años 50.
A partir de los años 50 y sobre todo los 60, Alboraya experimentó un gran desarrollo urbanístico, con la construcción de grupos de viviendas como los de la calle Nou d’Octubre, el barrio Rei en Jaume o San José Obrero. En los años 70 se comenzaron a urbanizar los barrios de El Palmaret y Port Saplaya. Ya en los años 90 se urbanizó Campo de Mayo, se terminó de construir el grupo Pintor Sorolla y se comenzaron a sustituir los usos industriales de los polígonos de Palmaret y Vera por residenciales, naciendo así el complejo residencial de Vera o Patacona.

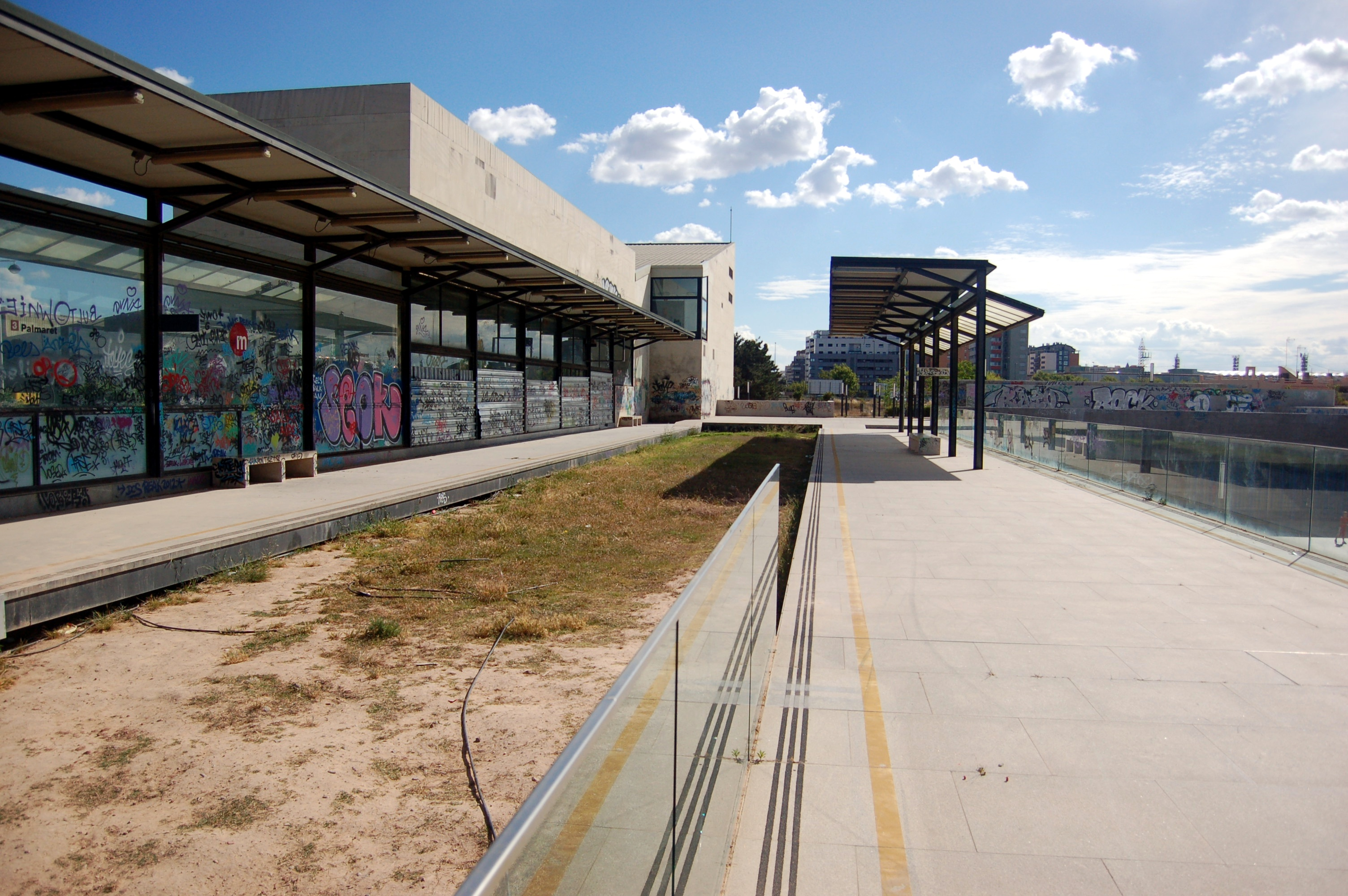
Antigua estación de metro en superficie de Palmaret

En 2006 comenzaron las obras de uno de los proyectos más ambiciosos realizados en Alboraya en las últimas décadas, el soterramiento de las vías del metro a su paso por la localidad. Este proyecto supuso una inversión de más de 70 millones de euros. Se construyeron dos nuevas estaciones subterráneas: Alboraya-Peris Aragó y Alboraya-Palmaret, que sustituyeron a las antiguas estaciones en superficie, llamadas Alboraya y Palmaret, respectivamente. Además, se construyó un parque en los alrededores de la estación de Alboraya-Palmaret y un gran bulevar recorriendo todo el antiguo trazado de las vías, con jardín, zonas de juego y paseo peatonal. Las obras duraron cuatro años, finalizándose en 2010. A la inauguración acudieron el presidente de la Generalitat Francisco Camps, el alcalde de Alboraya Manuel Álvaro, la alcaldesa de Valencia Rita Barberá y el conseller de Infraestructuras Mario Flores.

## Demografía
Alboraya cuenta con una población de 26 259 habitantes (INE 2024).
| Gráfica de evolución demográfica de Alboraya entre 1842 y 2021                                                      |
| |
| Población de derecho según los censos de población del INE Población de hecho según los censos de población del INE |

El primer censo de población de 1877 situaba en 3956 sus habitantes. La población ha crecido mucho en las últimas décadas; así, en el año 1986 vivían 11 267 personas, el año 2002 la cifra había subido hasta los 18 656, de los cuales, el 58,84 % declaraban en el censo de 2001 que sabían hablar valenciano. Alboraya es uno de los municipios de la Huerta de Valencia con mayor dispersión en su hábitat rural: en 2003, 682 personas vivían fuera del núcleo urbano principal en viviendas diseminadas, 1545 habitaban el barrio de Port Saplaya y 2193 el Complejo Residencial de la Patacona (o Vera).

## Transporte y comunicaciones

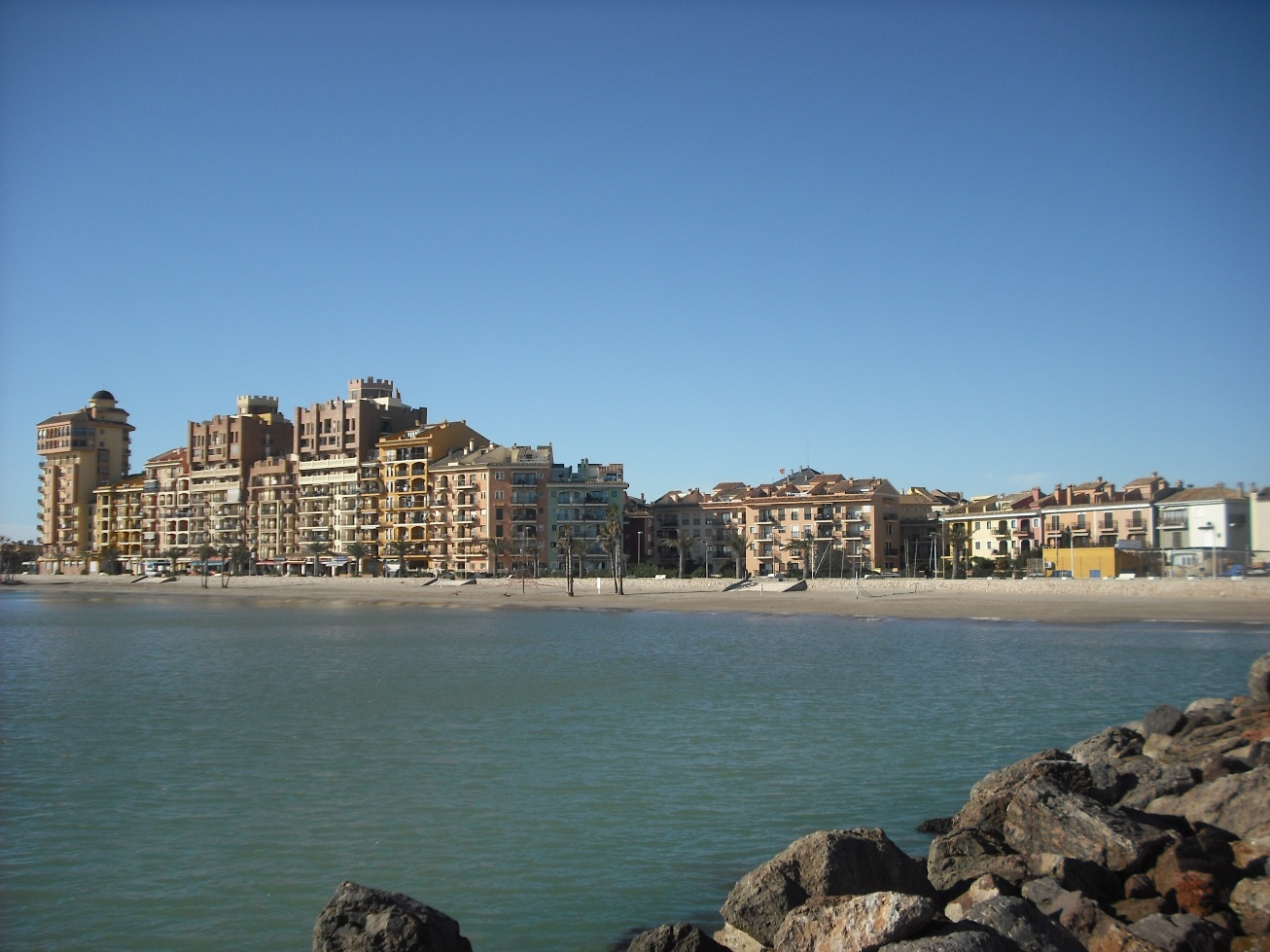
Vista de Port Saplaya desde el malecón.

### Carreteras
El casco urbano de Alboraya está prácticamente conurbado con el de Valencia, situándose al norte de la ronda que conforma la avenida de los Hermanos Machado, de la que nace la avenida de la Horchata, el principal acceso a Alboraya. El término está cruzado de norte a sur por la autovía V-21, que tiene una salida a la altura de Port Saplaya y una entrada a través de una vía secundaria desde el barrio de la Patacona (conurbado con el barrio de la Malvarrosa). Diversas carreteras secundarias parten también hacia los municipios colindantes de Tabernes Blanques y Almácera.

### Metro
- Artículo principal: Metrovalencia

Las siguientes líneas de MetroValencia pasan por Alboraya:
- Línea 3: Rafelbunyol-Aeroport
- Línea 9: Alboraya-Peris Aragó-Riba-roja de Túria

La población cuenta con dos estaciones subterráneas (aunque hasta 2010 estaban en superficie):
- Alboraya-Peris Aragó
- Alboraya-Palmaret.[19]

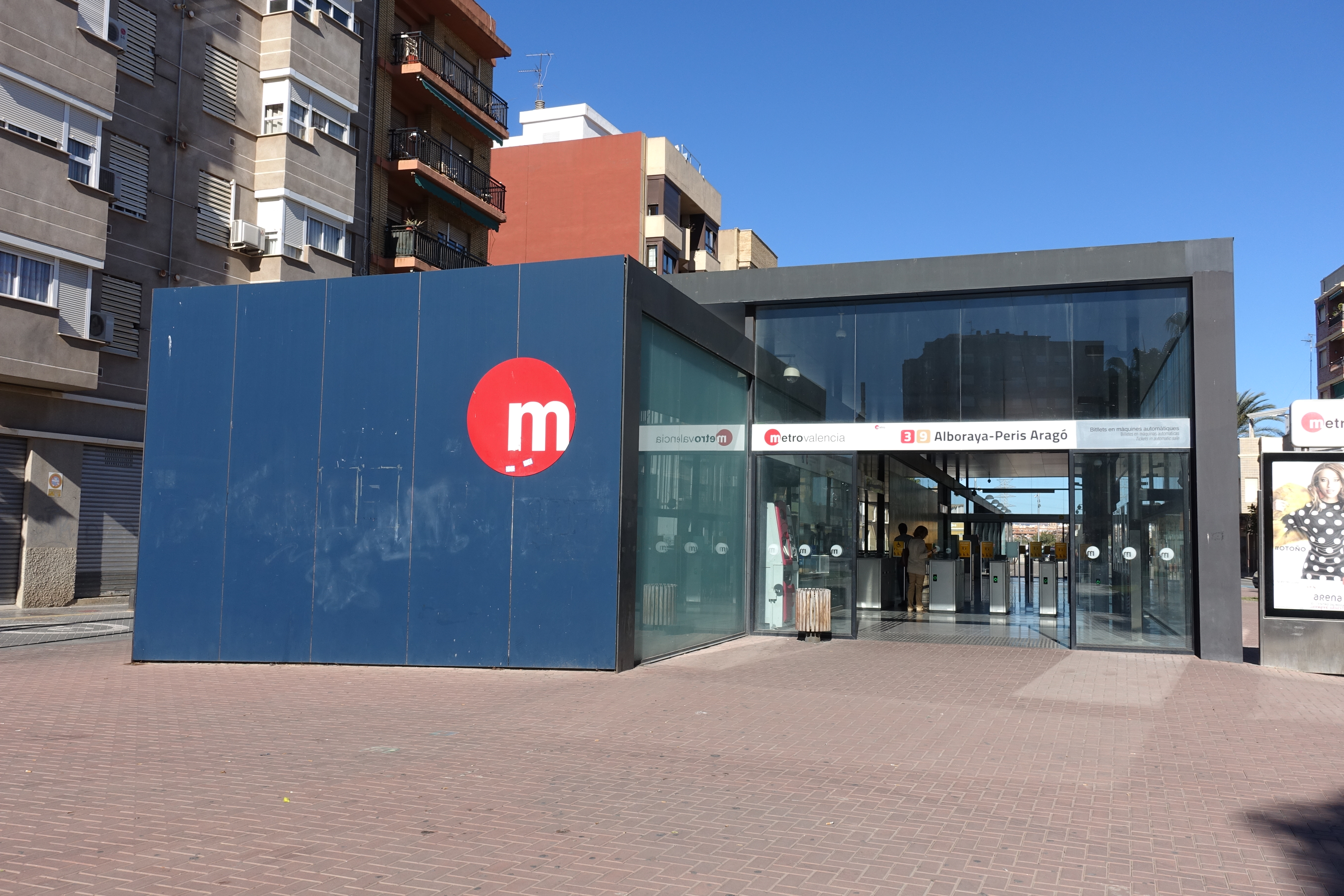
Estación Alboraya-Peris Aragó
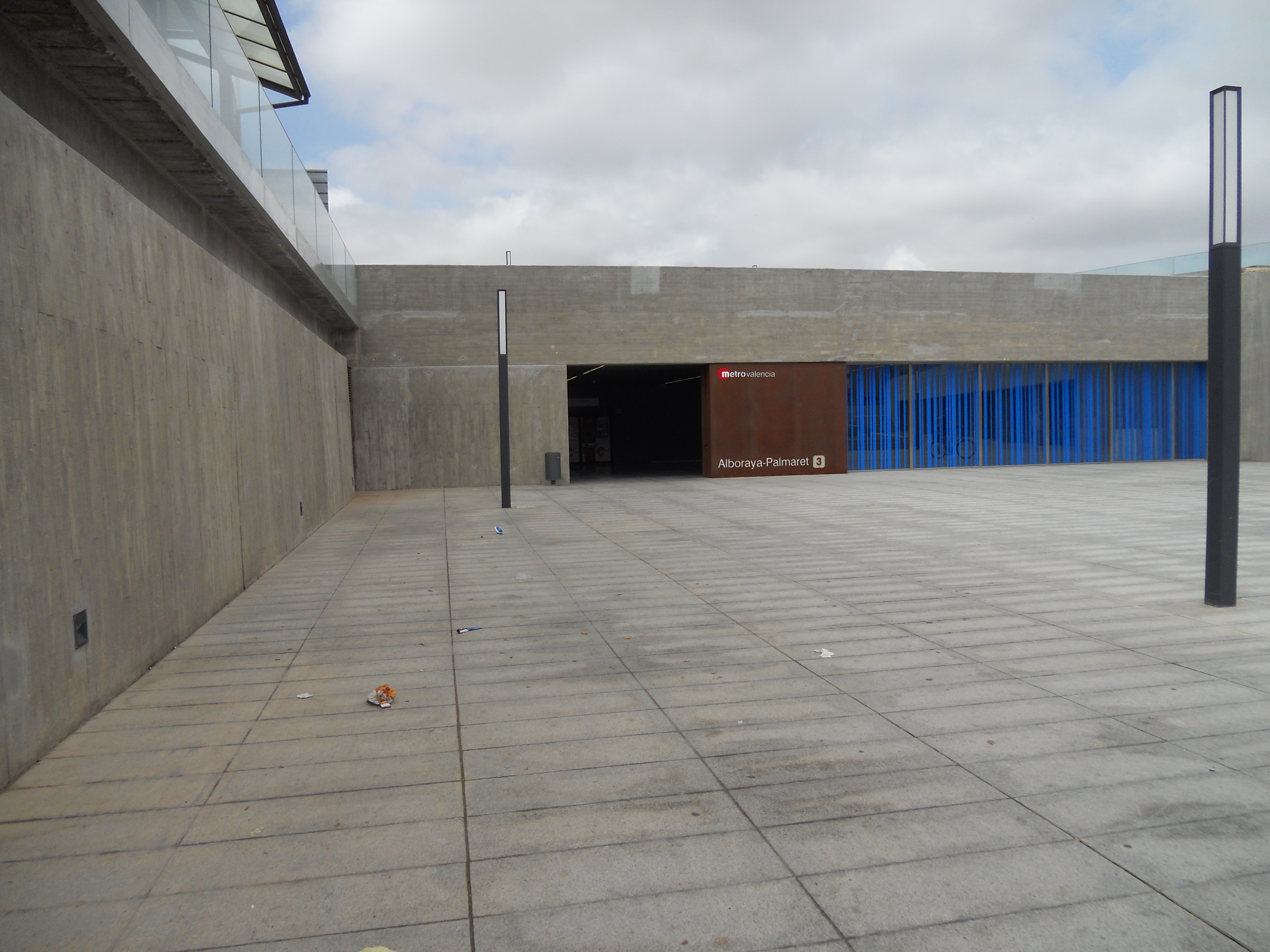
Estación Alboraya-Palmaret

### Autobús EMT
- Artículo principal: EMT Valencia

El servicio de autobús de la ciudad de Valencia, explotado por la empresa pública de la EMT (empresa municipal de transportes), presta servicio en Alboraya a través de las siguientes líneas:
- Línea 70: Alboraia - La Fontsanta
- Línea 31: La Patacona/La Malva Rosa - Poeta Querol[20]

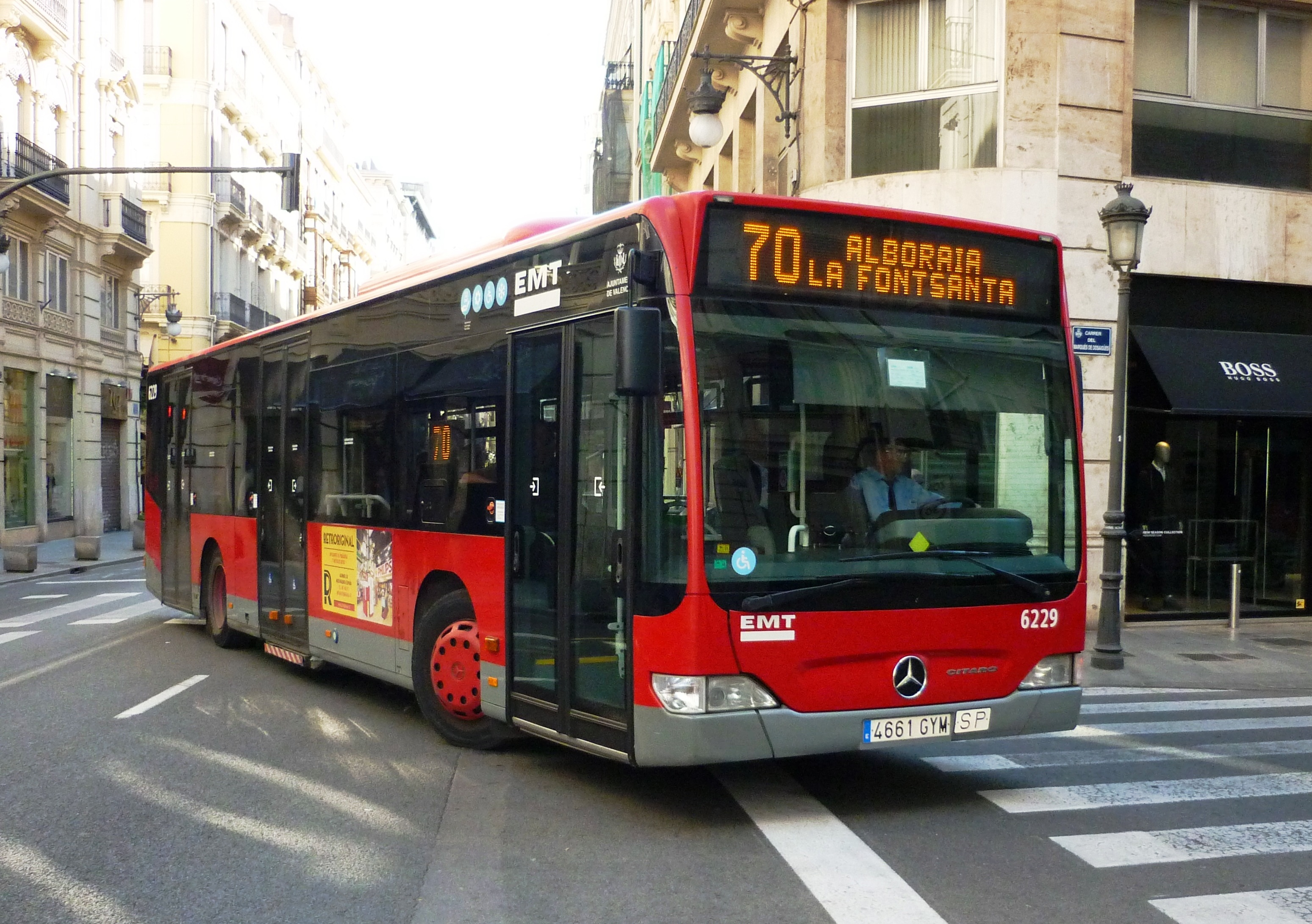
Autobús de la Línea 70
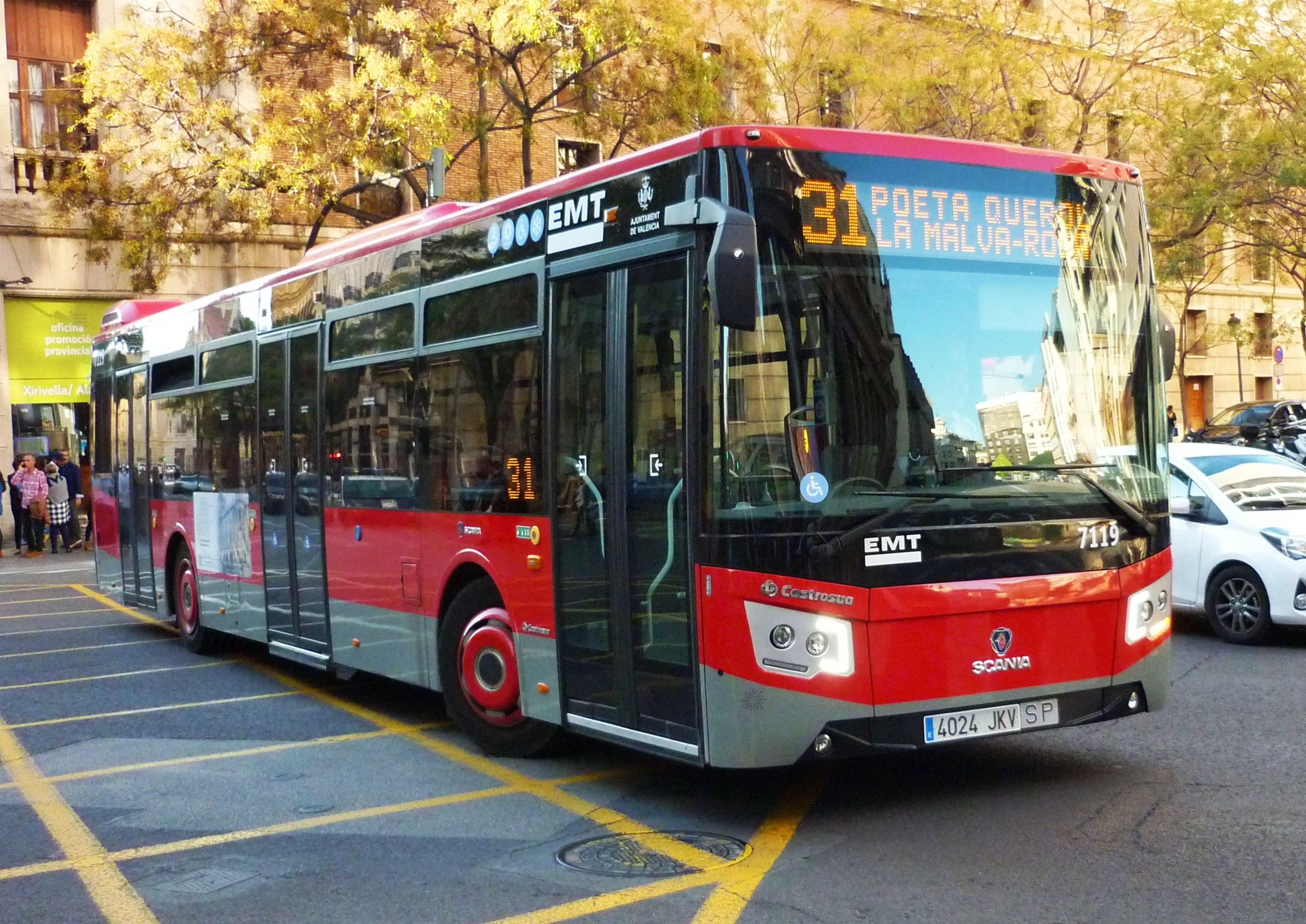
Autobús de la Línea 31

### Autobuses Metropolitanos de Valencia (MetroBus)
- Artículo principal: Autobuses Metropolitanos de Valencia (MetroBus)

El MetroBus Valencia, marca comercial de la Generalidad Valenciana del servicio de autobús metropolitano, que realiza la empresa Autos Vallduxense SL (AVSA), presta servicio en Alboraya a través de las siguientes líneas, que paran en la parada central de Port Saplaya:
- Línea 112A: Valencia - Port Saplaya - Playa Puebla de Farnals - El Puig
- Línea 112B: Valencia- Port Saplaya[21]

### Autobús urbano (Bus d'Alboraya)
La localidad tiene servicio de autobús propio, llamado "Bus d'Alboraya", explotado por la empresa Empresa de Gestión Urbanística y Servicios de Alboraya SL (EGUSA), del mismo Ayuntamiento de Alboraya.
Empezó en el año 1998 con una única línea que unía los tres núcleos urbanos de la localidad Port Saplaya - Alboraya (centro urbano) - Patacona. Los años posteriores crearon una segunda línea que unía Tavernes Blanques - Alboraya (centro urbano) - Patacona, esta segunda línea desapareció por problemas de concesiones. Actualmente, el servicio del recorrido es: Patacona - Alboraya (centro urbano) - Tavernes Blanques - Port Saplaya. Con salidas cada 45 min-1:30 dependiendo la franja del día que nos encontremos. El primer autobús que sale es: 7:15 y el último 20:15, desde Port Saplaya.
Actualmente prestan servicio dos vehículos el Scania y el Mercedes Benz OC500. La flota de autobuses está compuesta por las siguientes unidades:
| MODELO                                         | AÑO  | BAJA | COMENTARIOS                          |
| ---------------------------------------------- | ---- | ---- | ------------------------------------ |
| Pegaso 6038 Unicar                             | 1986 | SI   | Reserva                              |
| Mercedes Benz O520 Evobus Cito                 | 2002 | SI   | Fue después servicio de Almansa (AB) |
| Scania N94 UB 4x2 OmniCity Carsa CS40 City II  | 2004 |      |                                      |
| Mercedes Benz OC500 LE Hispano Carrocera Habit | 2006 |      |                                      |
| Renault Pr.100.2 Castrosua CS40                | 1991 | SI   | Reserva                              |

## Economía

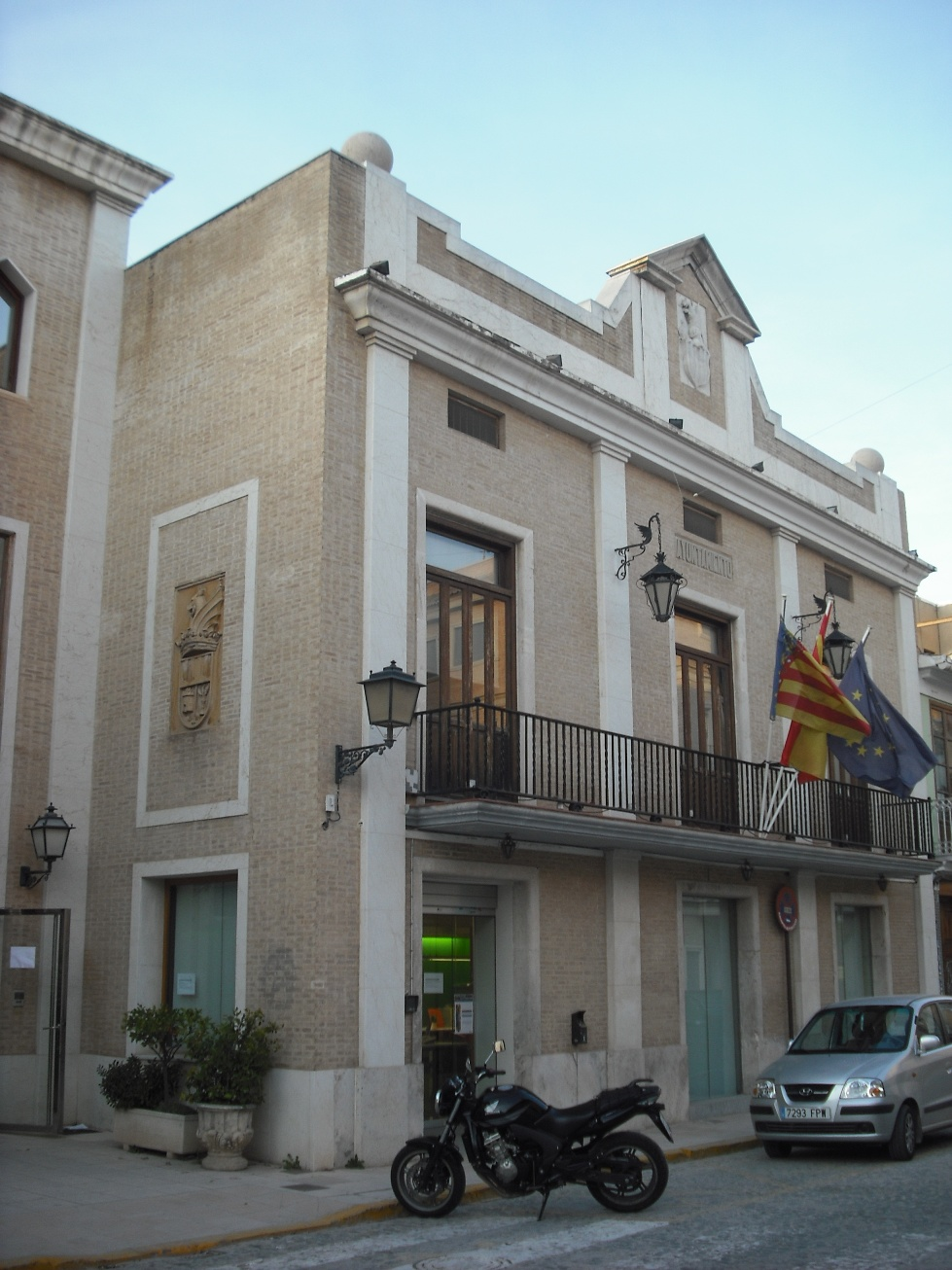
Sede del Ayuntamiento

La agricultura ocupaba en 2001 al 4 % de la población. En 1959, aún había 745 hectáreas agrícolas, por 505 hectáreas en 1997. Este último año, la totalidad de las tierras cultivadas eran de regadío y, entre los cultivos principales, hay que destacar las hortalizas, la patata y, por la importancia paisajística y económica, la chufa (180 ha), que da origen a la industria más extendida en Alboraya, la elaboración de horchata. Además, por su valor testimonial, hay que hablar de las 29 ha de cultivos industriales, las 20 dedicadas al cacahuete y las 9 de tabaco.
La industria empleaba ese año al 20 % de la población activa, mientras que en la construcción trabajaba el 7,6 %. El sector industrial de Alboraya es uno de los más importantes de esta zona de la comarca, gracias sobre todo a su proximidad a Valencia. Los ramos más representados son el de transformados metálicos, productos alimenticios, madera, manufacturas y maquinaria.
El principal motor económico de Alboraya es el sector servicios, que ocupaba al 68 % de la población en 2001. El núcleo turístico de Port Saplaya ha dado lugar a un barrio casi periférico de Valencia y las grandes superficies comerciales próximas al mismo dan más servicio a los vecinos de este barrio y a los de Valencia que a los del resto de Alboraya.

## Educación
Alboraya cuenta en 2023 con un Instituto de Educación Secundaria, tres colegios públicos, dos concertados (ambos de educación infantil, primaria y secundaria, y solo uno de Bachillerato), dos centros privados de FP, un centro educativo privado, una escuela de música, una escuela de adultos y una sección de la de la escuela oficial de idiomas Valencia-Benicalap.

## Administración y política

### Gobierno municipal
Según lo dispuesto en la Ley del Régimen Electoral General, que establece el número de concejales elegibles en función de la población del municipio, la corporación municipal de Alboraya está formada por 21 concejales. La sede actual del ayuntamiento alborayense está en la calle de la Milagrosa.
En las elecciones municipales de 2011 el PP obtuvo 8 concejales, 5 el PSPV-PSOE, 3 UPPA, 3 Compromís y 2 CIALBO.
En las elecciones municipales de 2015 el PSPV-PSOE obtuvo 7 concejales, 6 Compromís, 4 el PP, 3 Ciudadanos y 1 Esquerra Unida del País Valencià.
En las elecciones municipales de 2019, el PSPV-PSOE obtuvo 9 concejales, 4 Ciudadanos, 3 el PP, 3 Compromís, 1 Vox y 1 EUPV.
En las elecciones municipales de 2023, el PSPV-PSOE obtuvo 7 concejales, 7 el PP, 3 Compromís, 2 Vox, 1 AA4 y 1 Unidas Podemos.

### Alcaldía
| Periodo   | Nombre                                                                                                | Partido      |
| --------- | --- | ------------ |
| 1979-1983 | Enrique Ruiz Peris                                                                                    | UCD          |
| 1983-1987 | Joan Josep Barres Paulo                                                                               | PSPV-PSOE    |
| 1987-1991 | Francisco Pastor Gimeno (1987-1988) Vicente Cabo Domingo (1988-1990) José Cabello Jiménez (1990-1991) | UV PP        |
| 1991-1995 | Vicente Cabo Domingo (1991-1994) Joan Josep Barres Paulo (1994-1995)                                  | UV PSPV-PSOE |
| 1995-1999 | Joan Josep Barres Paulo                                                                               | PSPV-PSOE    |
| 1999-2003 | Manuel Álvaro Manzano                                                                                 | PP           |
| 2003-2007 | Manuel Álvaro Manzano                                                                                 | PP           |
| 2007-2011 | Manuel Álvaro Manzano                                                                                 | PP           |
| 2011-2015 | Miguel Chavarria Díaz                                                                                 | PSPV-PSOE    |
| 2015-2019 | Miguel Chavarria Díaz                                                                                 | PSPV-PSOE    |
| 2019-2023 | Miguel Chavarria Díaz                                                                                 | PSPV-PSOE    |
| 2023-act. | Miguel Chavarria Díaz                                                                                 | PSPV-PSOE    |

### Organización territorial
Los principales barrios que componen la zona urbana de Alboraya son los siguientes:
- Casco antiguo
- Paseo de Aragón (Passeig d'Aragó)
- El Palmaret
- San José Obrero (Sant Josep Obrer)
- Rey don Jaime (Rei en Jaume)
- Port Saplaya
- La Patacona[15]

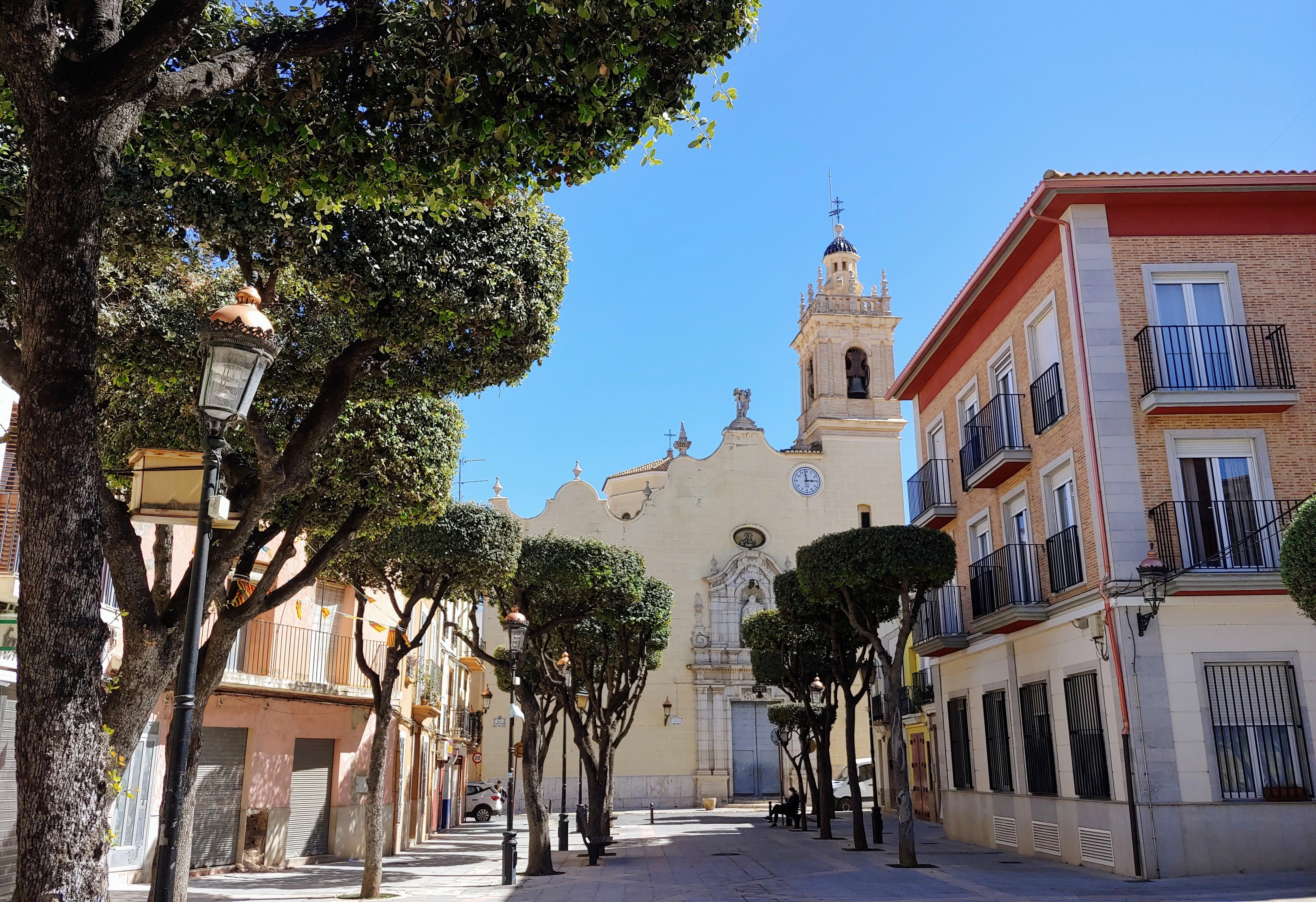
Casco antiguo
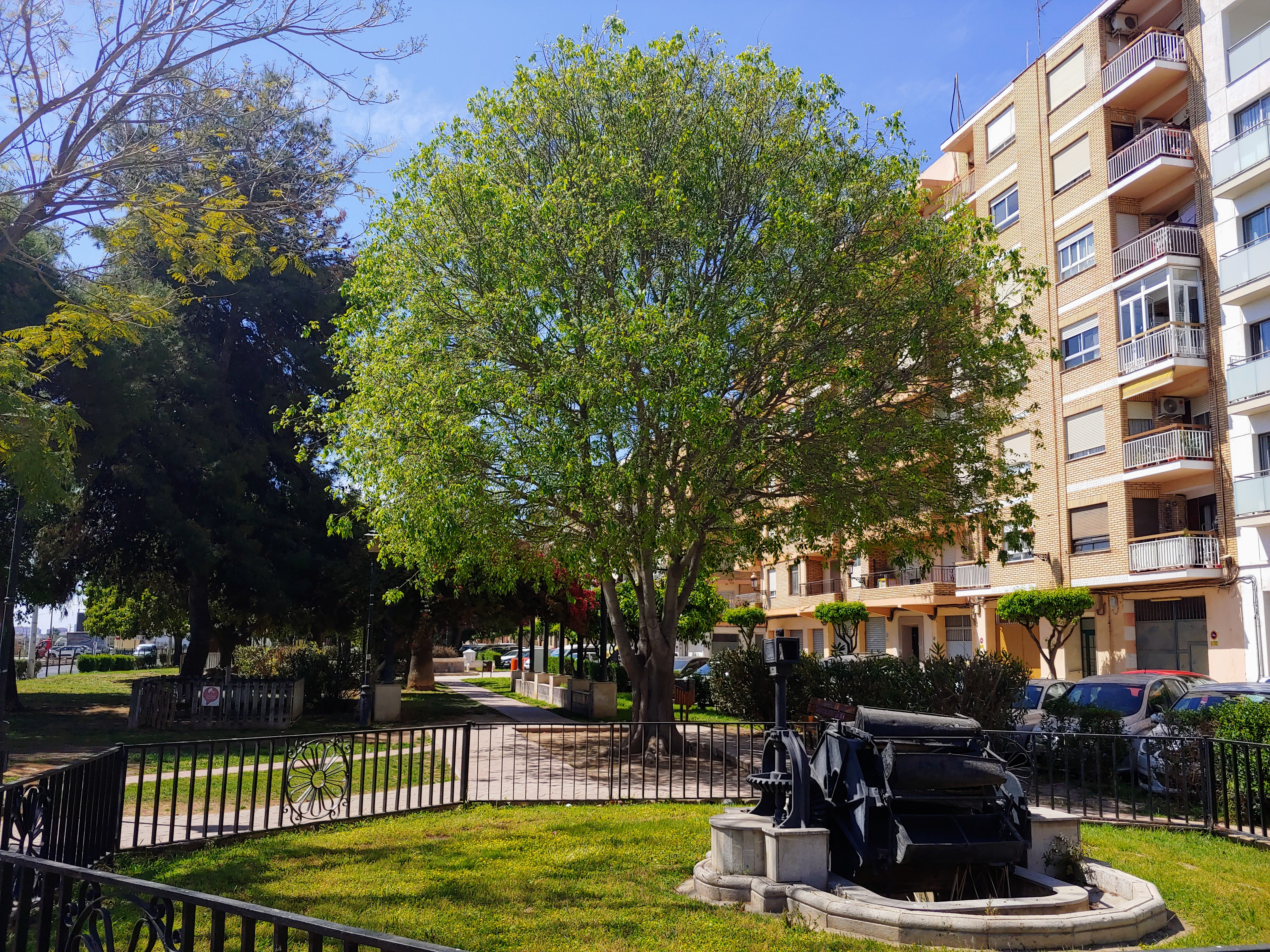
Paseo de Aragón - Passeig d'Aragó
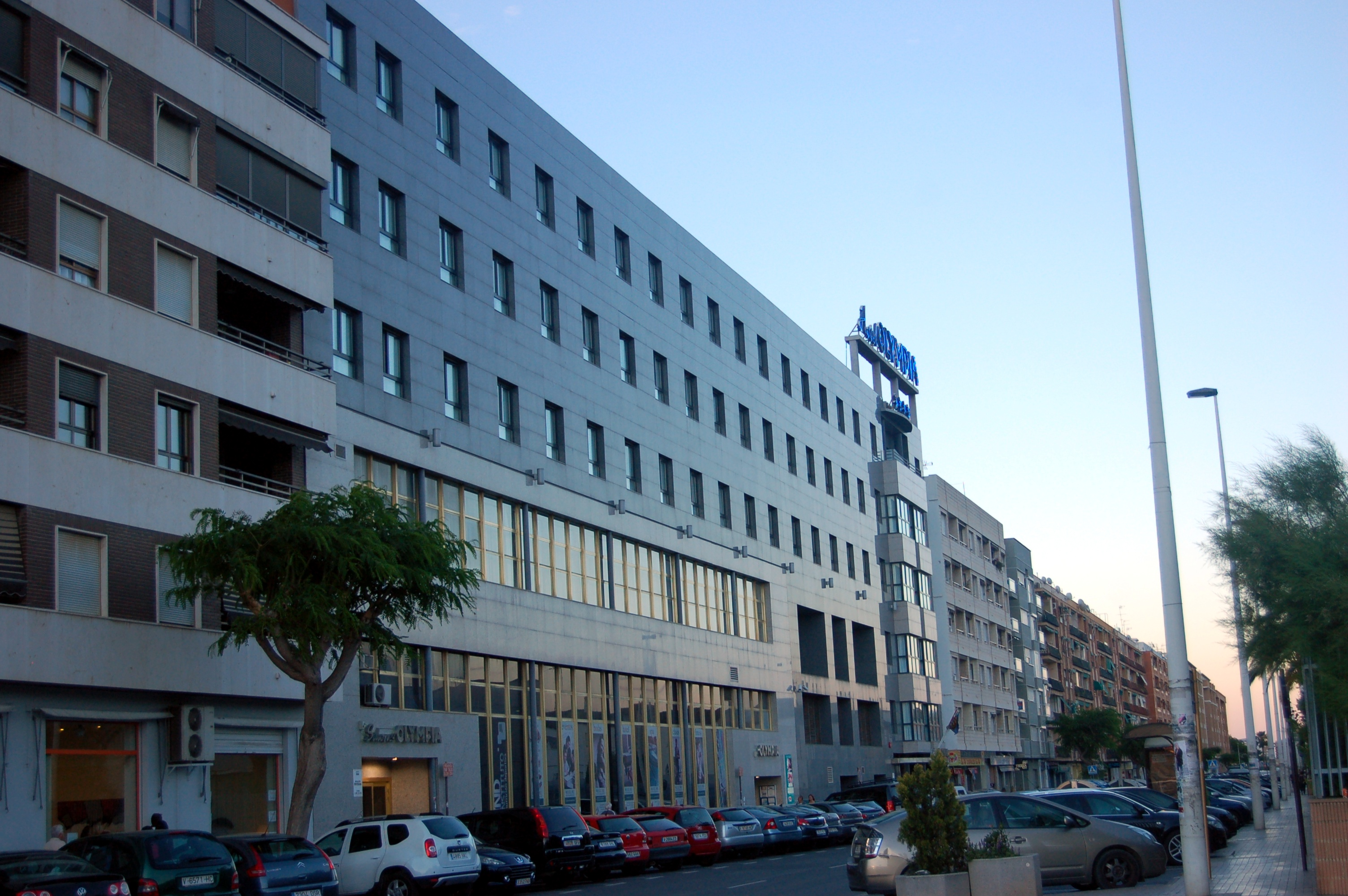
El Palmaret
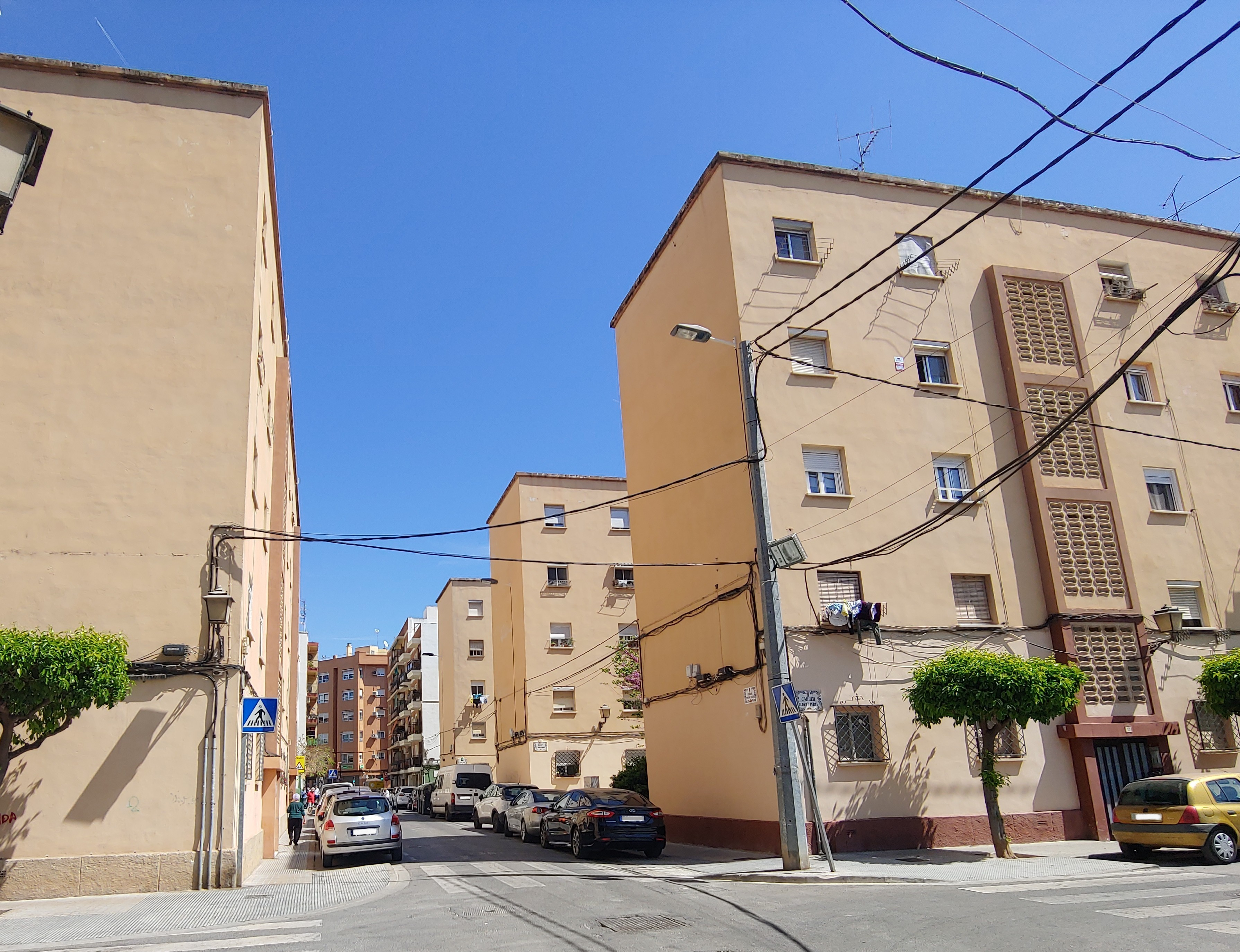
San José Obrero - Sant Josep Obrer
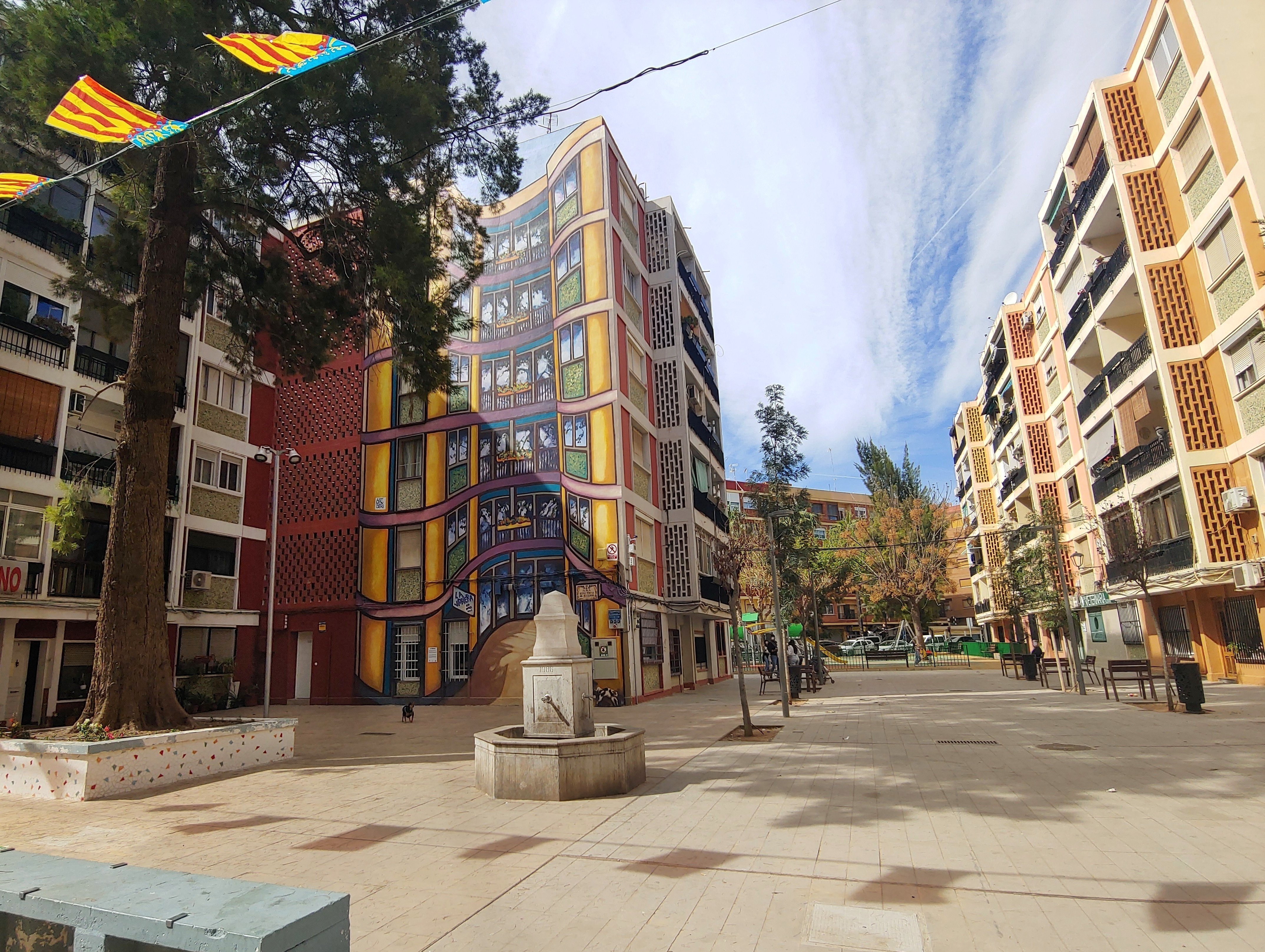
Rey don Jaime - Rei en Jaume
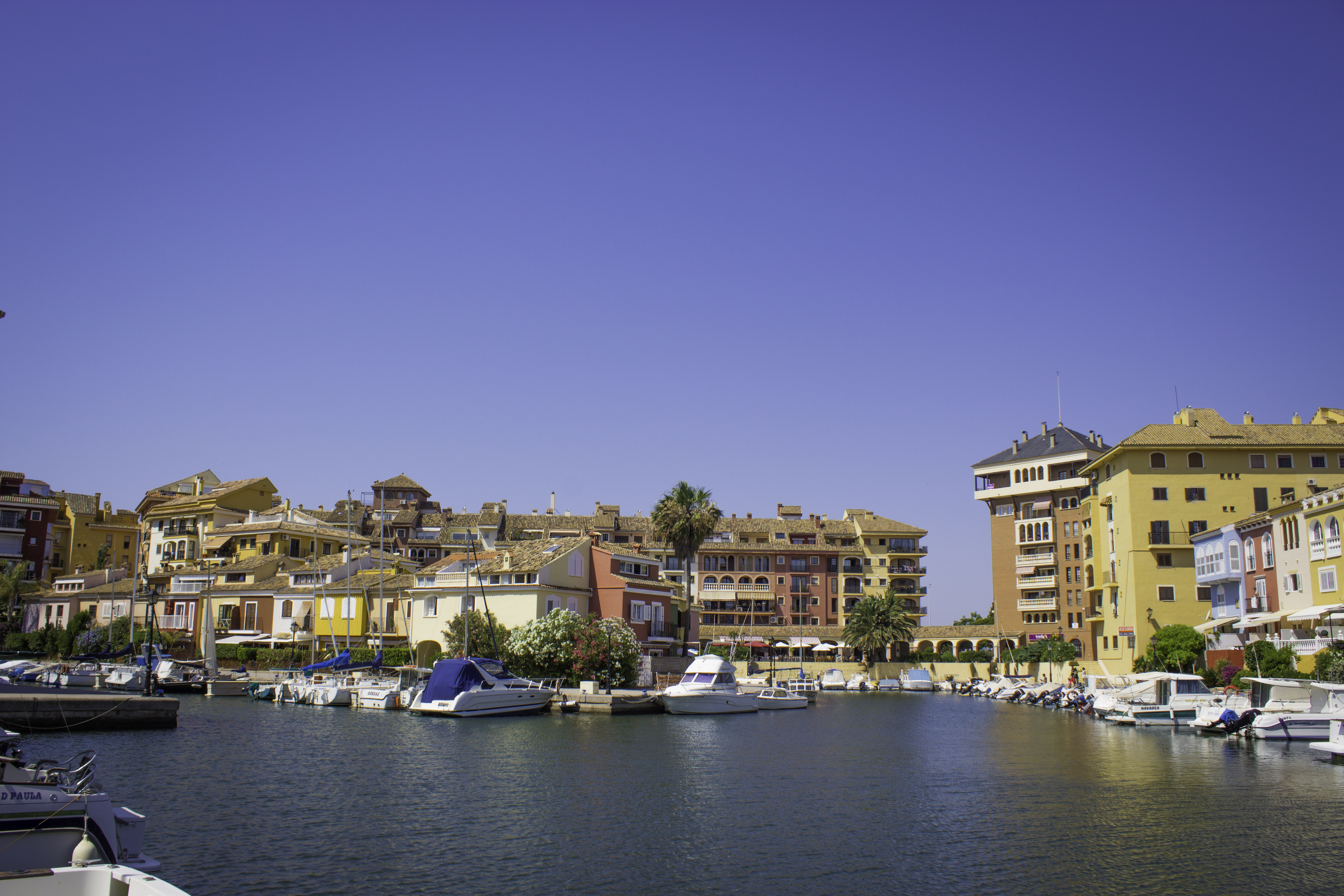
Port Saplaya
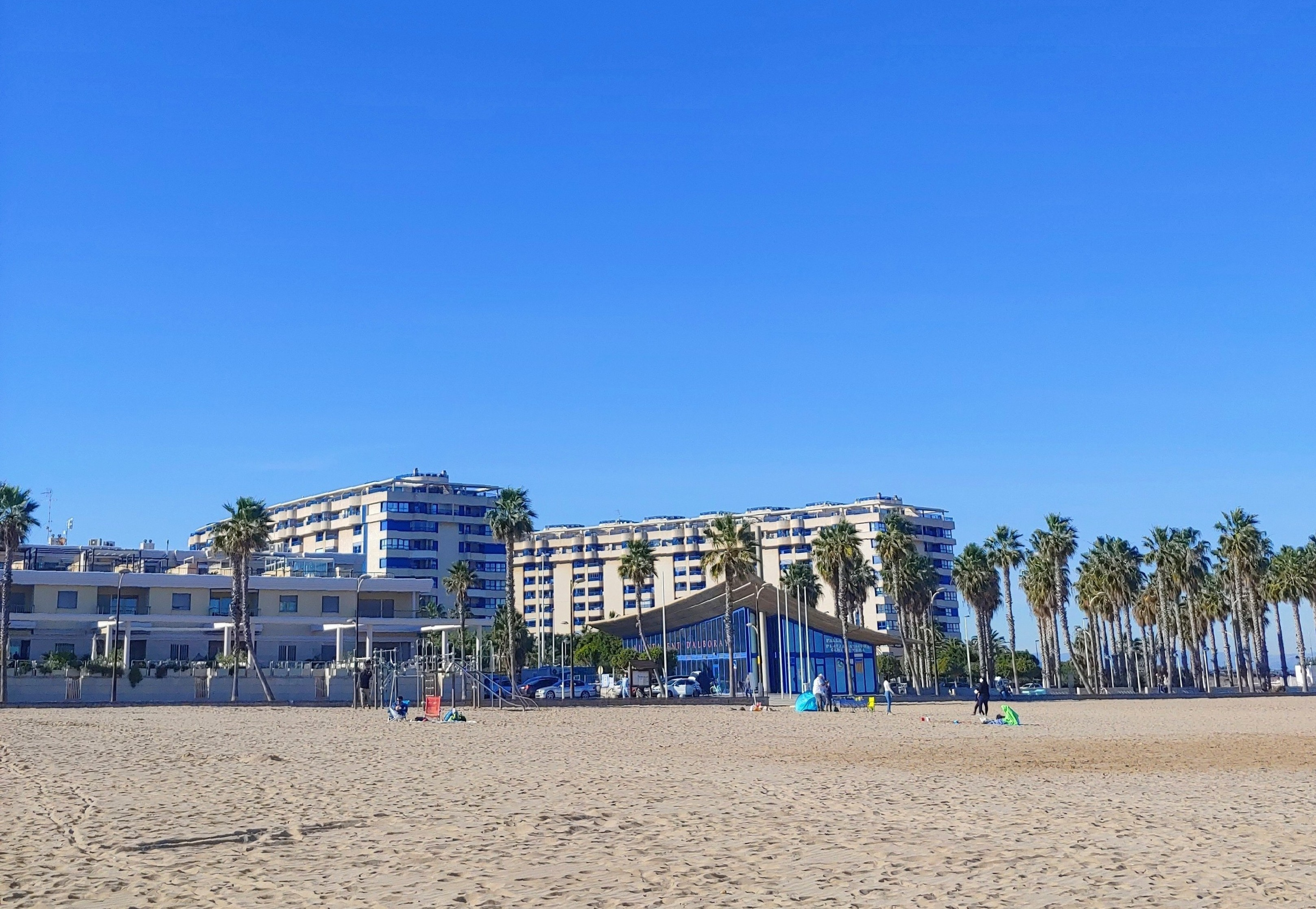
La Patacona

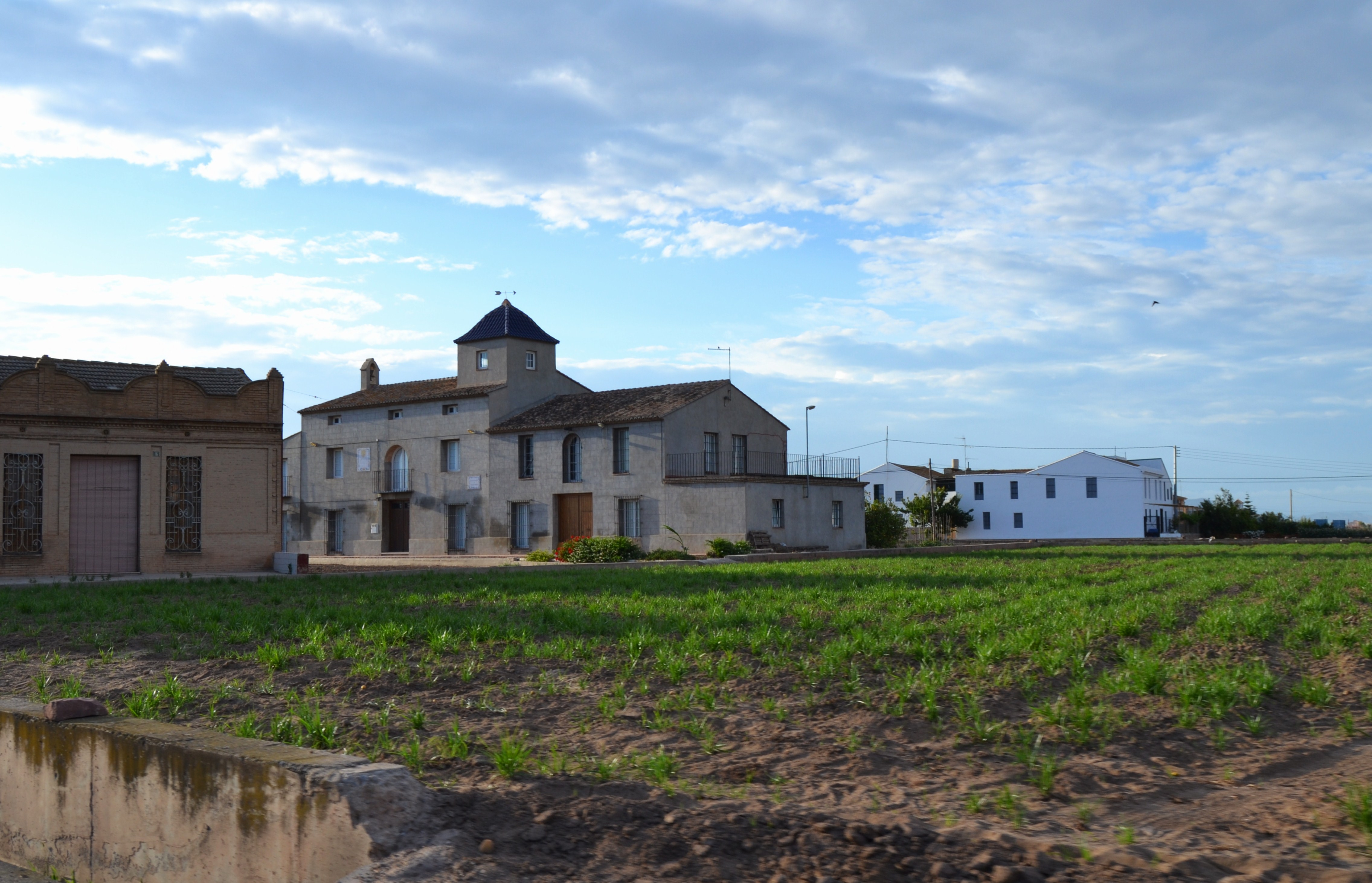
Alquerías y casas de huerta en el barrio de les Tendetes

Además, parte de la población de Alboraya se encuentra diseminada por su huerta, en casas aisladas o formando pequeños barrios o agrupaciones rurales, como el barrio de les Tendetes o la Partida de Santa Bárbara. La huerta de Alboraya está dividida en las siguientes partidas:
- Calvet
- Desamparados (Desemparats)
- Mar
- Massamardà
- Masquefa
- Milagro (Miracle)
- Saboya (Saboia)
- Vera[5]

## Patrimonio

### Patrimonio religioso
- Parroquia de la Asunción de Nuestra Señora: data de 1731 aunque en 1240 ya aparece en los archivos de la Catedral de Valencia. Se trata de un templo de tres naves, con capillas laterales y decoración interior barroca. Situada en la plaza de la Constitución, conforma un interesante conjunto urbanístico.[28]
- Ermita del Milagro de los peces: conocida popularmente como Ermita dels Peixets, fue construida en 1907 para conmemorar este milagro. Se sitúa en la desembocadura del barranco del Carraixet, en su margen derecha.[5] El edificio actual es de estilo neogótico,[5] con la fachada dividida en tres cuerpos, ventanales ojivales y tejado a dos aguas. En el lado derecho se puede observar un panel cerámico con la alusión al milagro.[29]
- Ermita de San Cristóbal: de pequeña nave en plena huerta, entre el polígono industrial y el Barranco del Carraixet, de cuerpo único con la sacristía detrás del altar y el coro arriba de la puerta de entrada.[30]
- Ermita de Vilanova o del Cristo de las Almas: en medio de la huerta, de la desaparecida Masía de Vilanova; destacar su traslado en el Vía Crucis Penitencial por la Huerta de Alboraya, al templo parroquial el lunes Santo, de cuerpo único y sacristía a la derecha, con un recinto arbolado para el esparcimiento.[31]
- Ermita de Santa Bárbara: en la pedanía del mismo nombre, en plena huerta, de cuerpo único con la sacristía detrás, situada dentro del barrio de Les Tendes.[32]
- Ermita de San Andrés o Sagrado Corazón de Jesús: pequeña ermita de propiedad particular (conocida como la del Retoret), en la Masía del Retor, en plena huerta, sin culto.[33]
- Capilla de Marianistas-Palmaret: en el propio colegio de Santa María (Marianistas), en el barrio del Palmaret, a la entrada de Alboraya. Se accede a través de la entrada principal del colegio a la izquierda, de cuerpo único con la sacristía en un lateral.[34]
- Capilla de Saplaya: en el barrio de Port Saplaya, pequeña capilla bajo el edificio del Faro, junto a un pasaje que une la calle con la zona interior de amarres.[35]

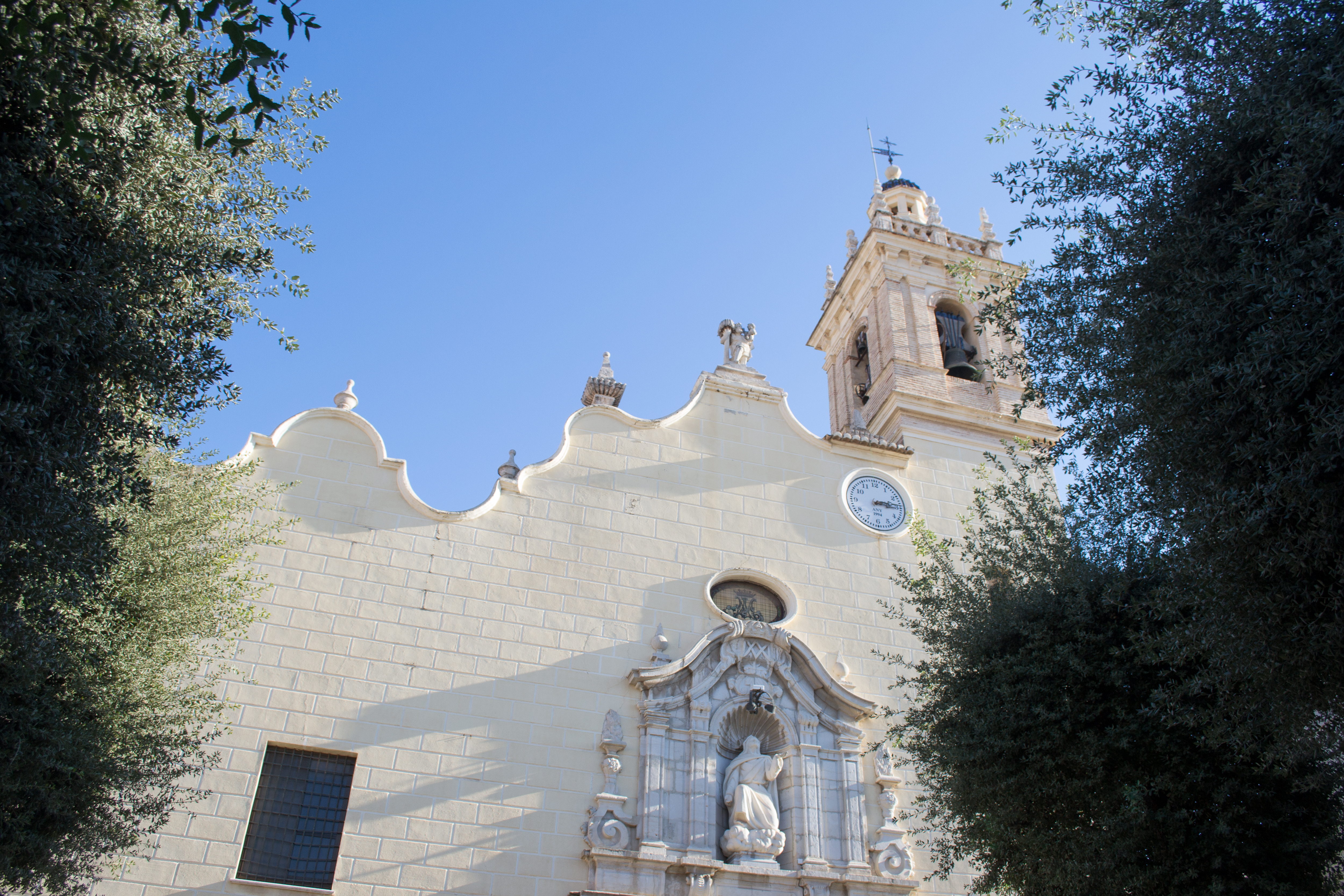
Parroquia de la Asunción de Nuestra Señora
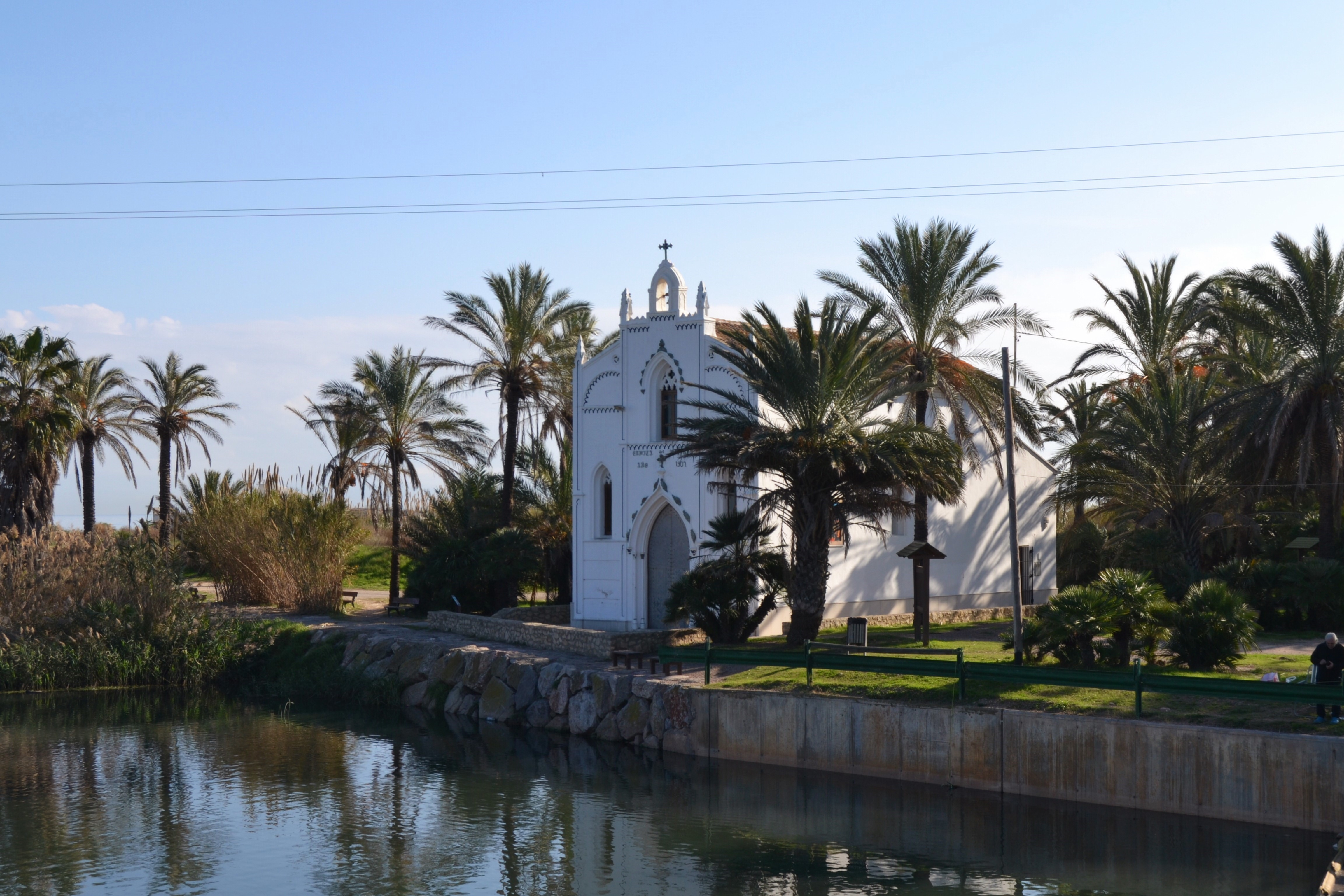
Ermita del Milagro de los peces
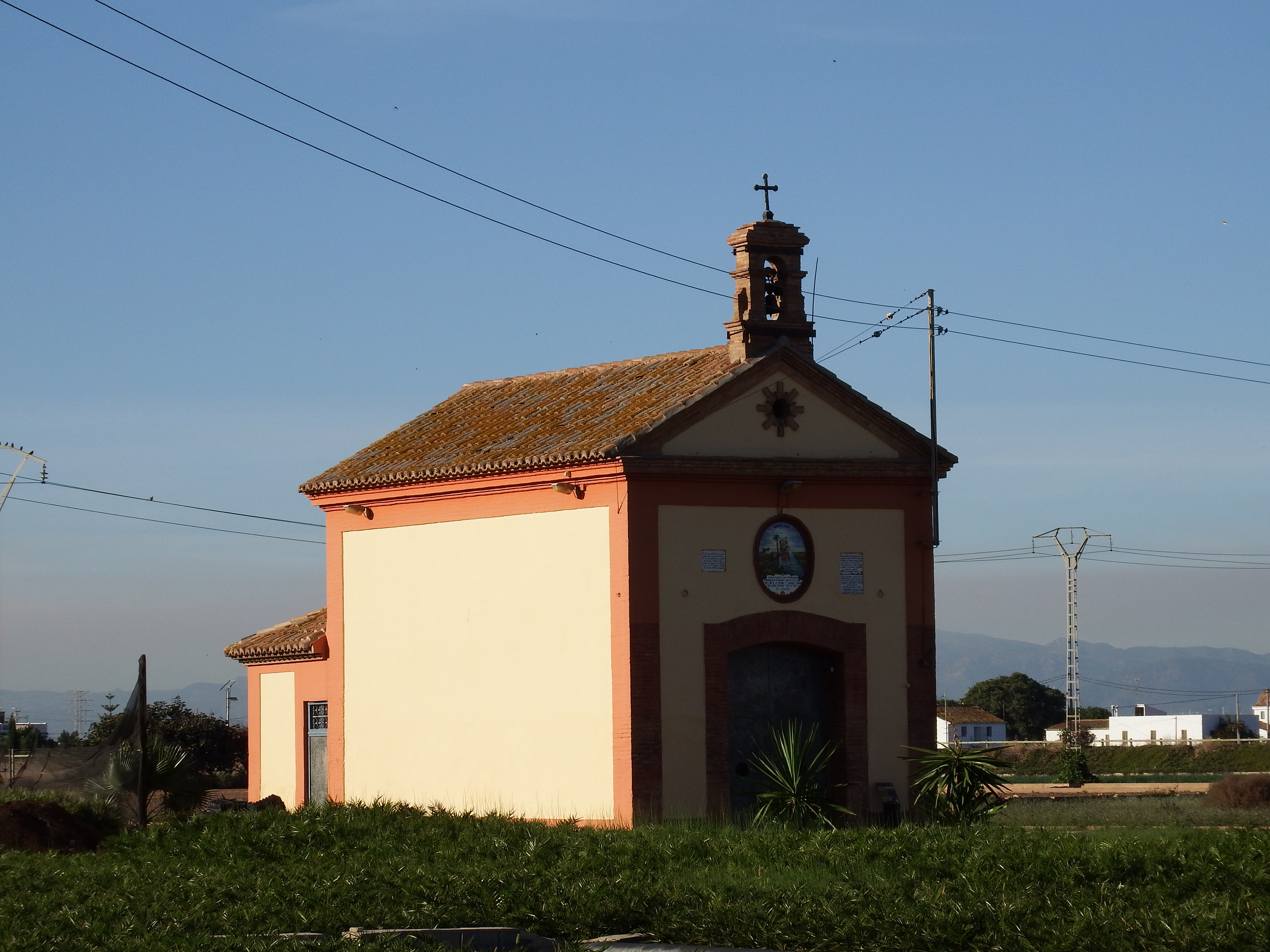
Ermita de San Cristóbal
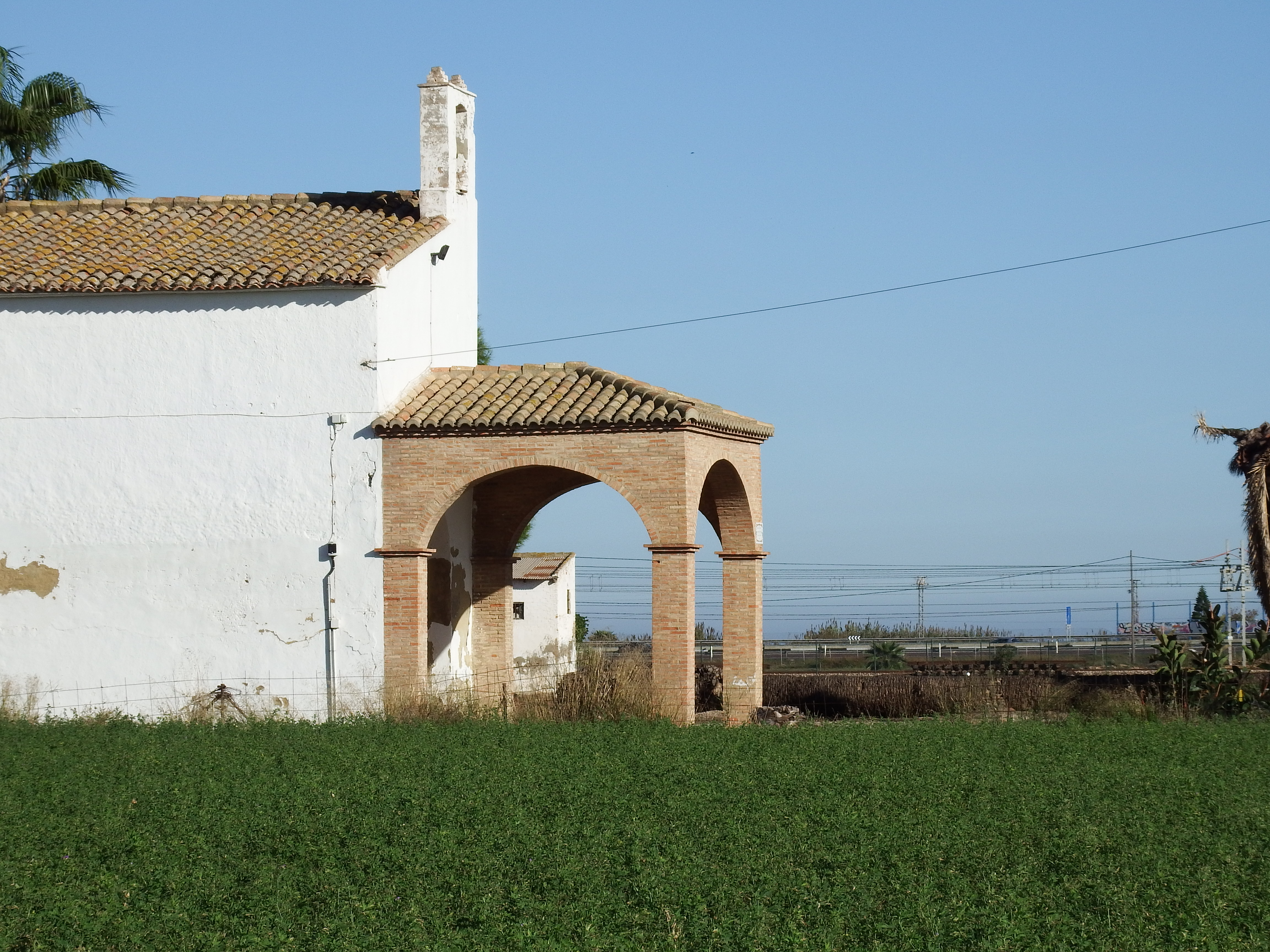
Ermita de Vilanova o del Cristo de las Almas
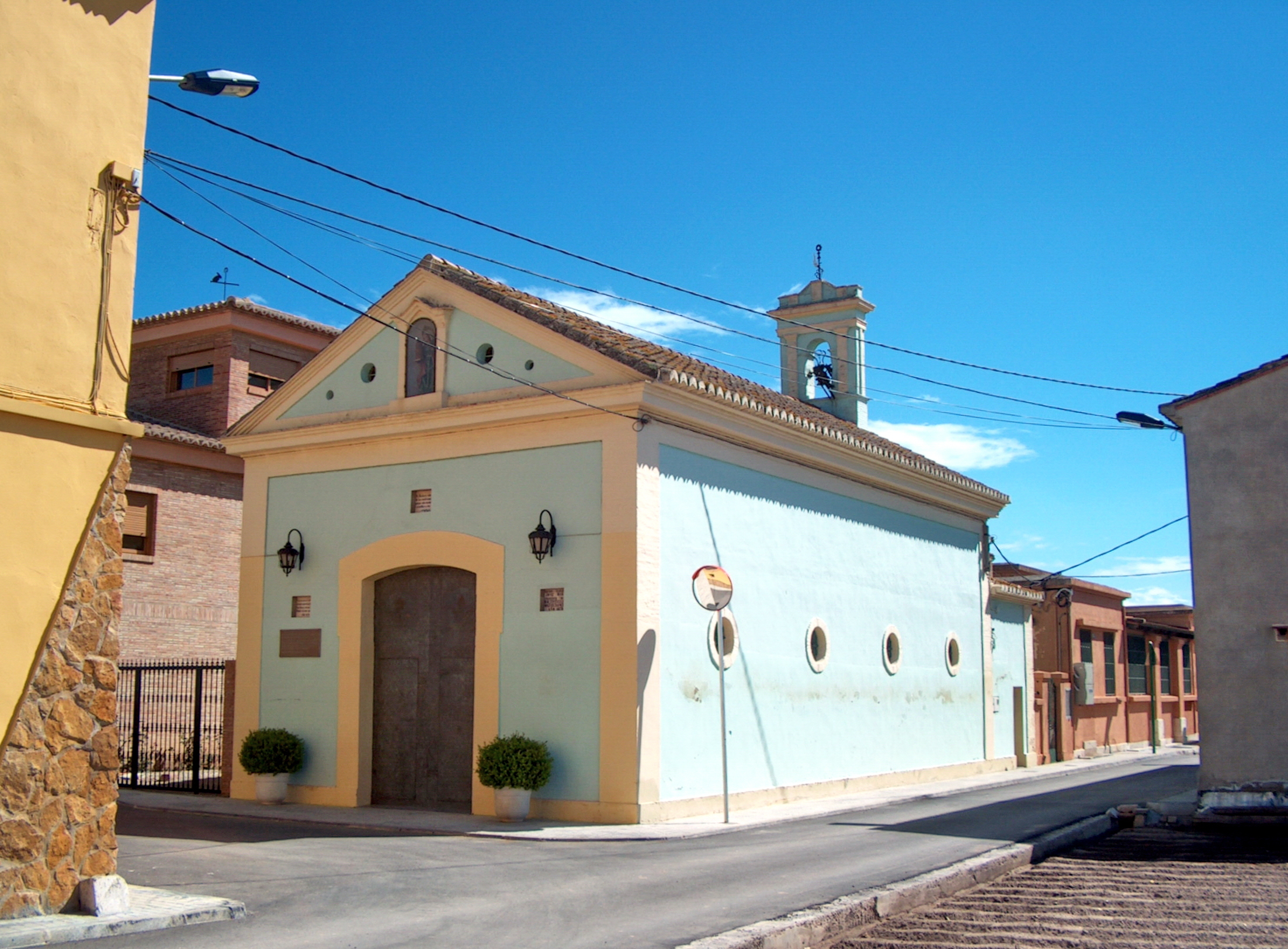
Ermita de Santa Bárbara
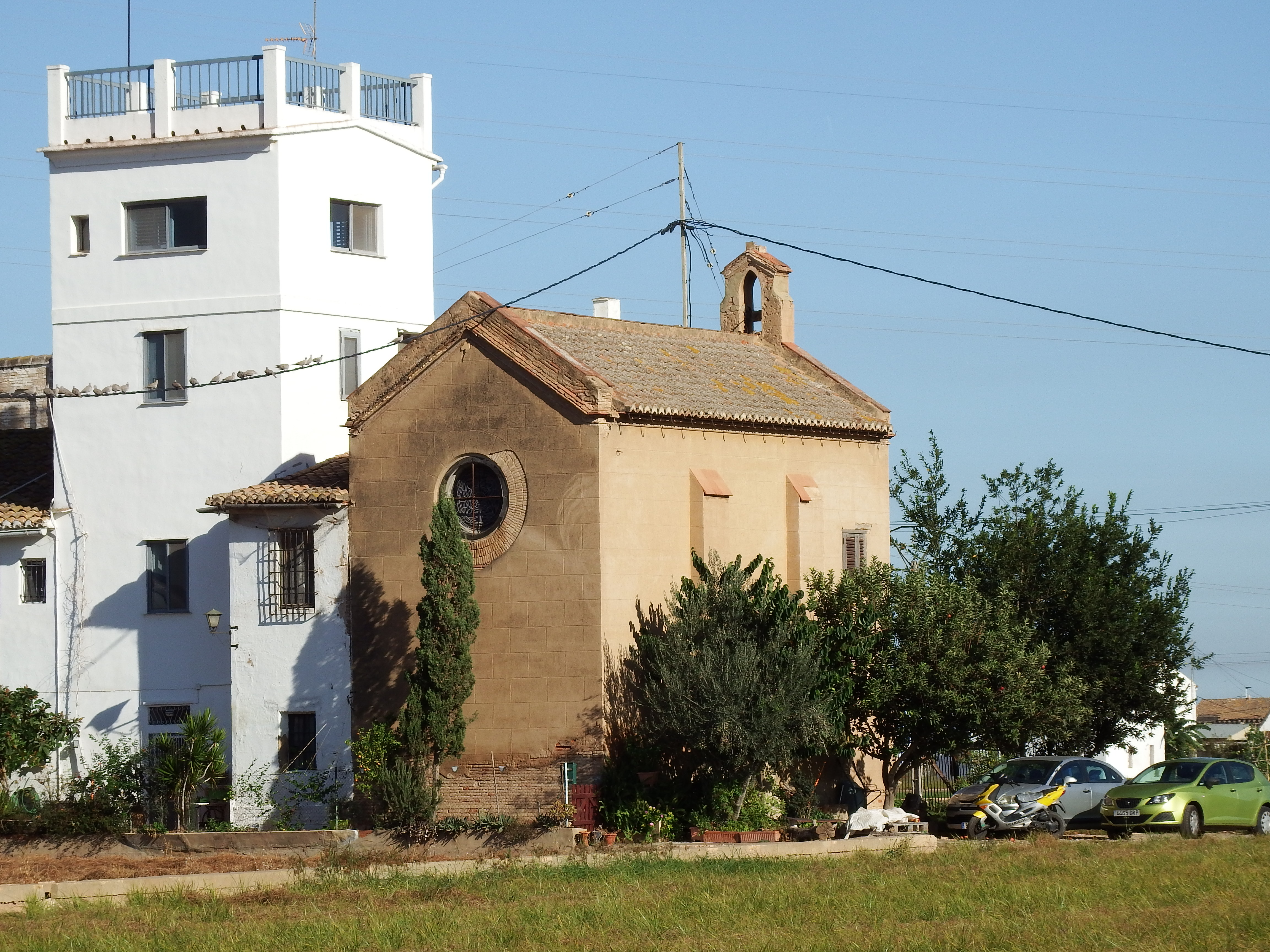
Ermita de San Andrés
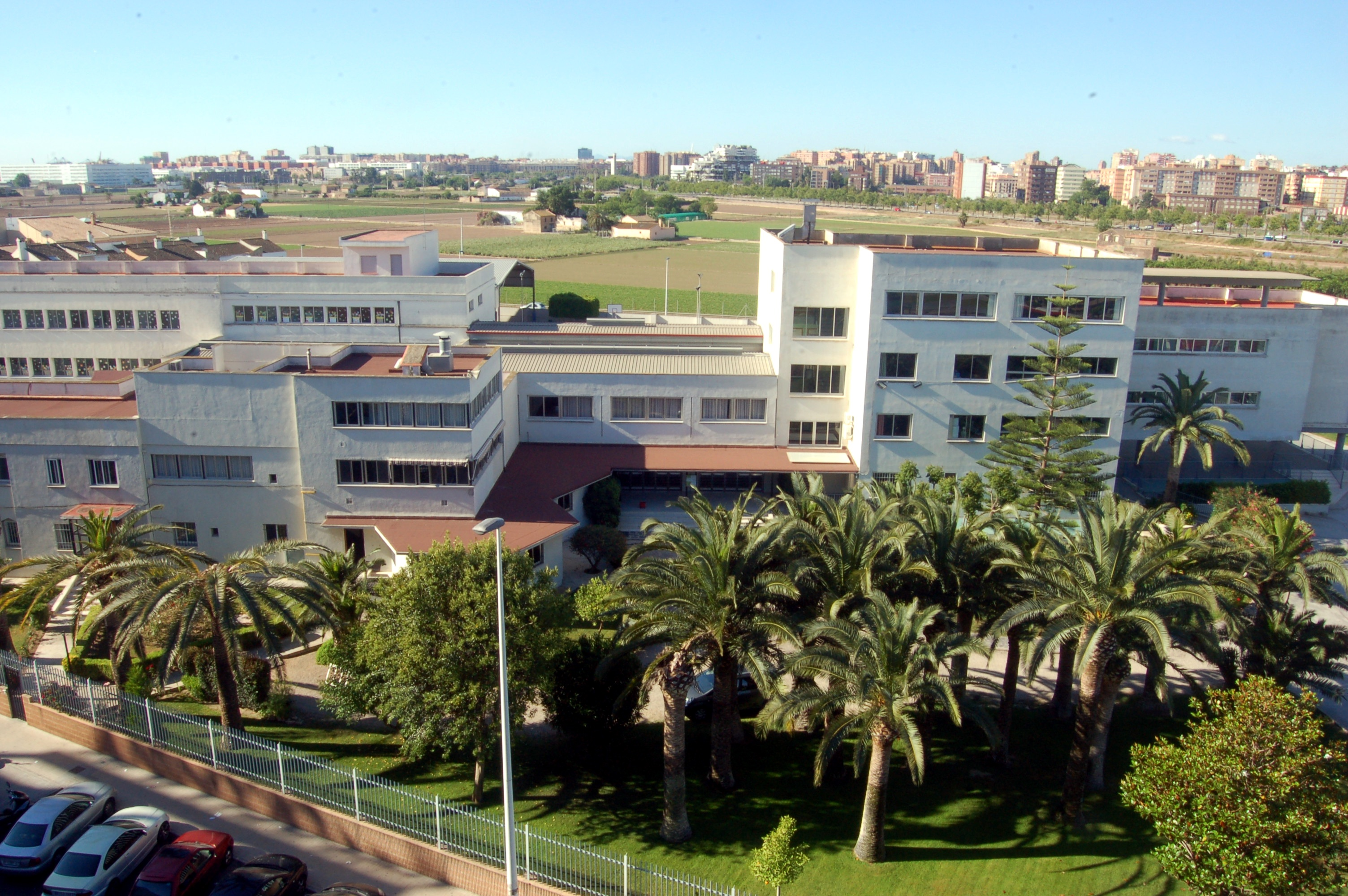
Colegio Santa María Marianistas. Capilla de Marianistas-Palmaret
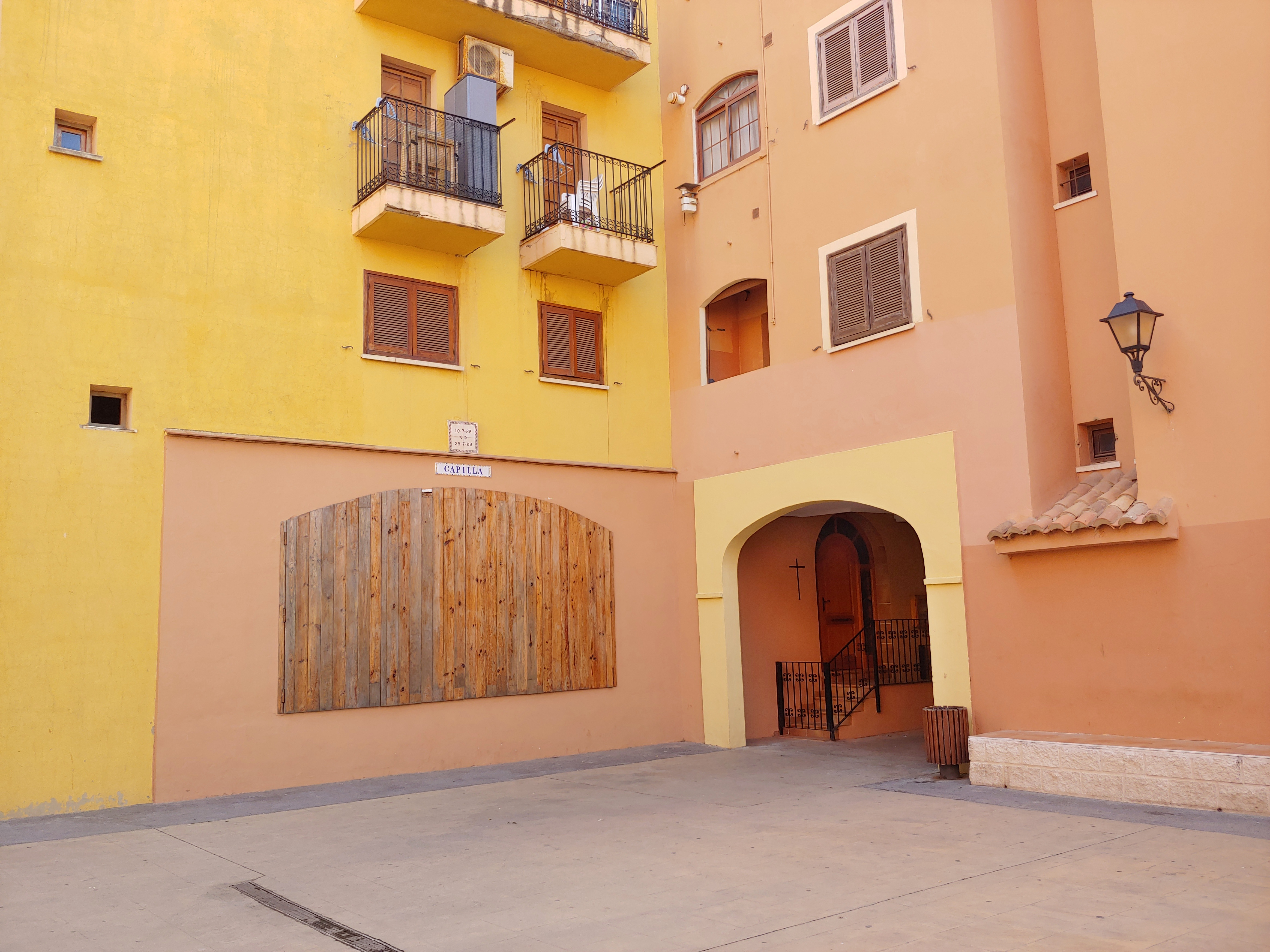
Capilla de Saplaya

### Patrimonio civil
La arquitectura civil de Alboraya está representada por las casas urbanas modernistas de finales de siglo XIX y principios del siglo XX, así como las alquerías moriscas y casas de huerta. Destacan especialmente:

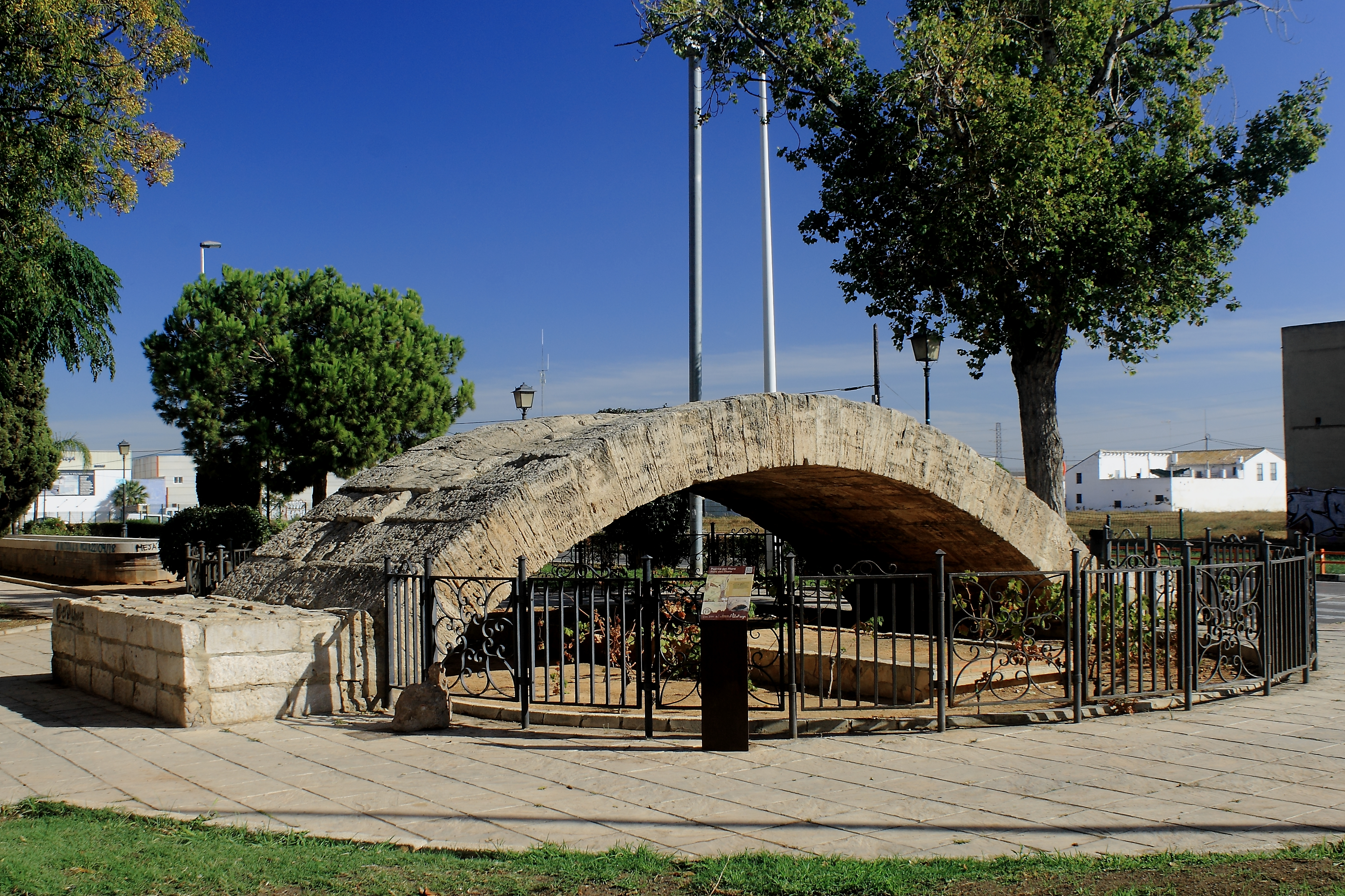
Puente del Moro (Pont del Moro): es un puente románico de piedra de sillar, sin barandillas, que en origen salvaba la acequia de Vera entre la Patacona y la Malvarrosa (Valencia).[5] Desde la década de 1990 está situado en el paseo de Aragón, debido a la cubrición de dicha acequia. Tiene 5 m de anchura y son claramente visibles las rodadas de los carruajes.
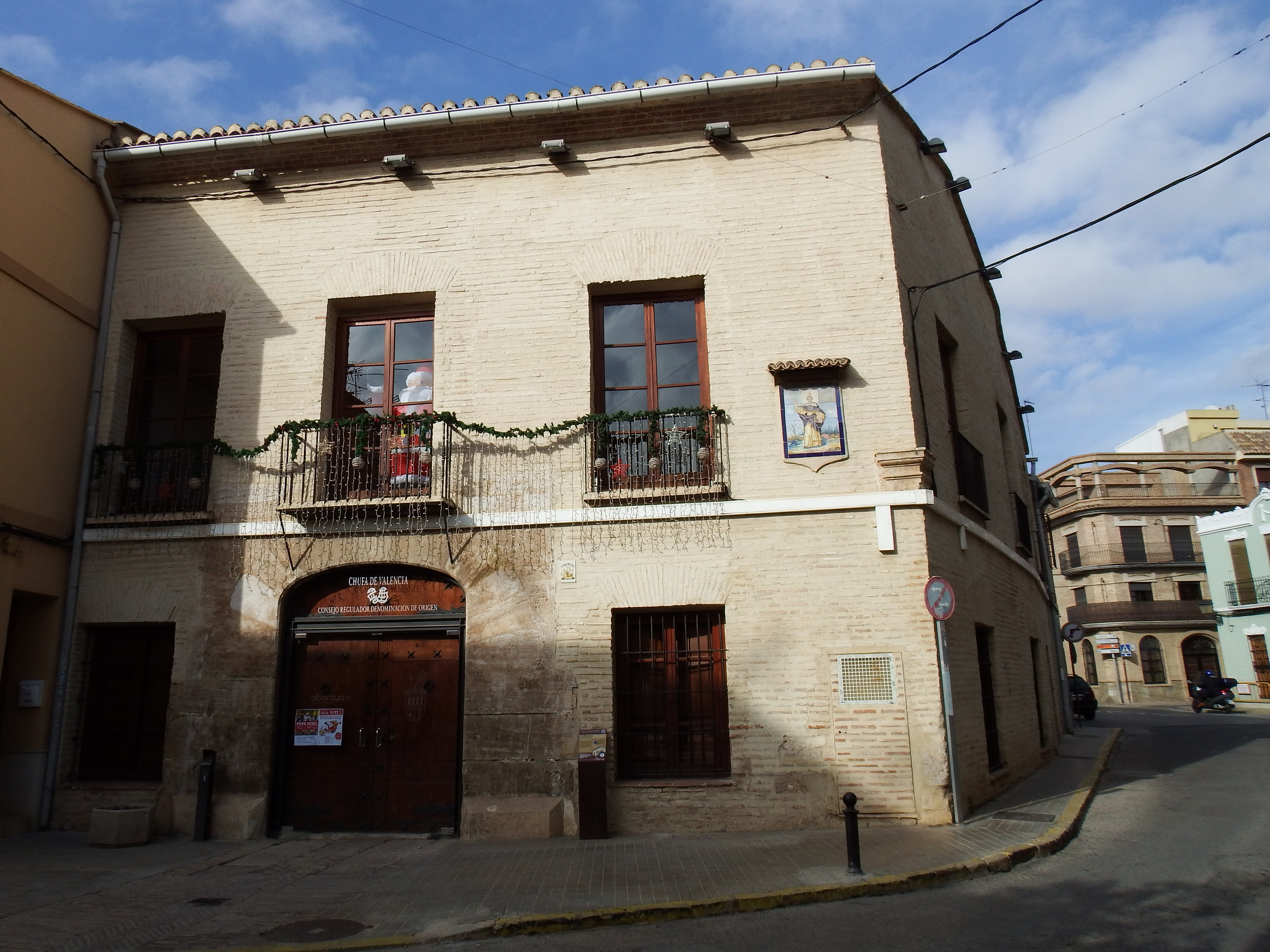
La Casa Conde Zanoguera (Casa Comte Zanoguera): casa señorial ubicada en la plaza Constitución 16, en el núcleo antiguo de la población. Su primer propietario, Gilberto de Zanoguera fue un personaje importante para la historia de Alboraya. La actual casa data del s. XVII y desde su última restauración, se utiliza para albergar exposiciones y actos públicos.
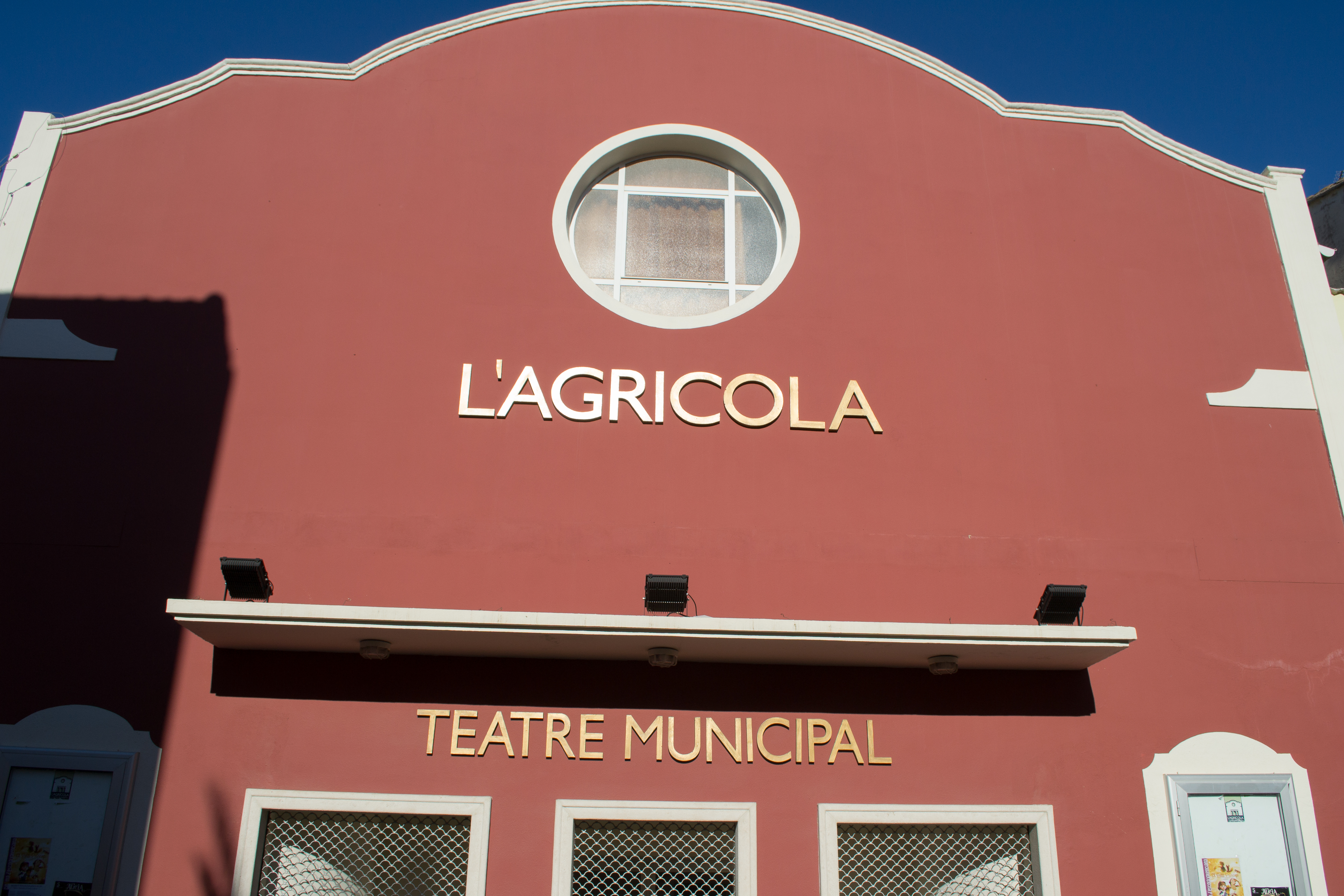
Teatro L'Agrícola: teatro construido a principios del siglo XX, contiguo al Ateneo Mercantil. Fue utilizado como salón de actos y sala de reuniones. Recientemente reformado es hoy teatro y sala de cine, con plena actividad todo el año, excepto en los meses de verano.
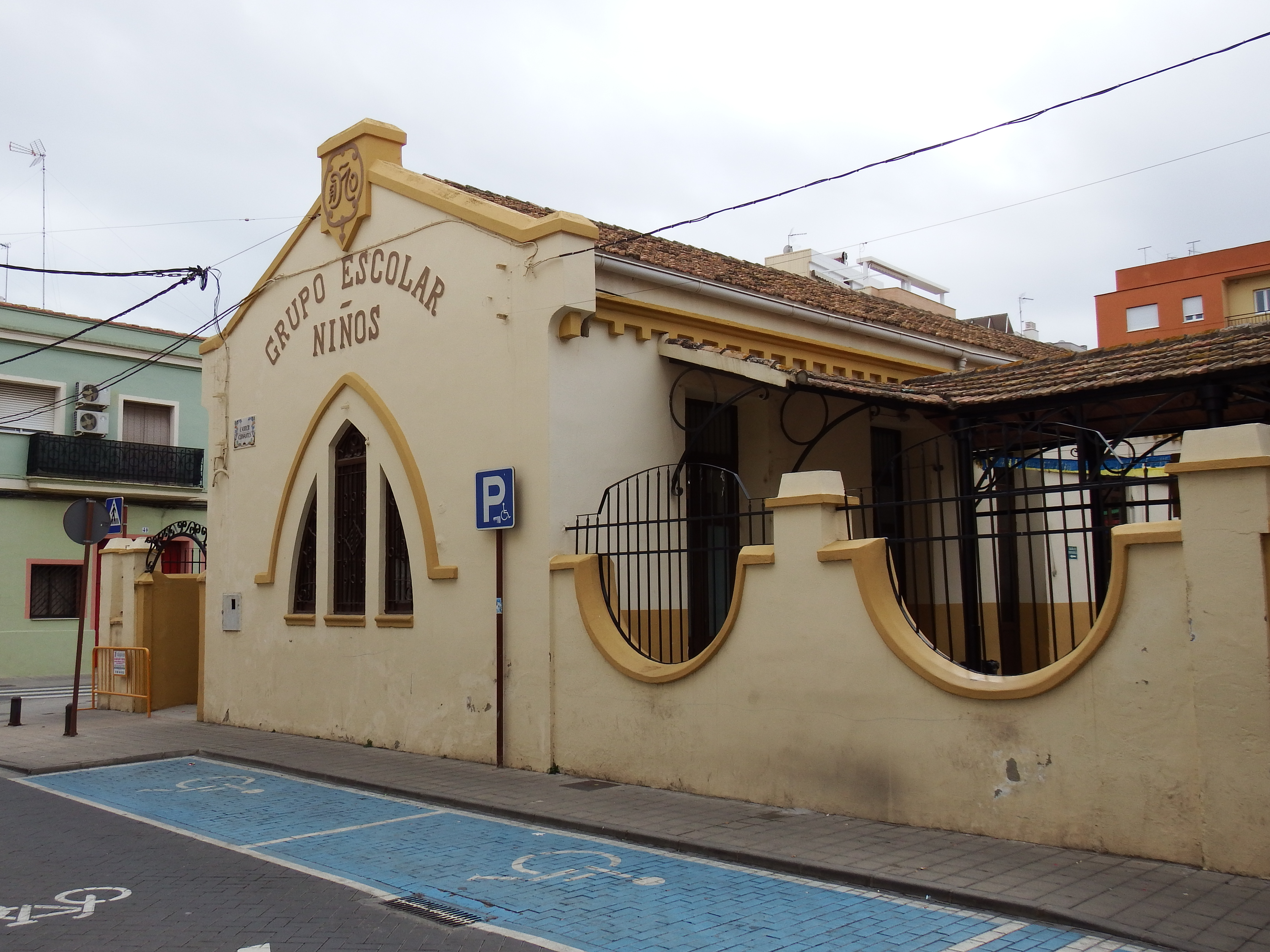
Escuelas: antiguas escuelas construidas en 1923. En aquella época se encontraban a las afueras de la población, pero debido al crecimiento urbanístico de Alboraya, actualmente están situadas en la calle Colón, en el centro de la localidad. Se trata de un edificio modernista.
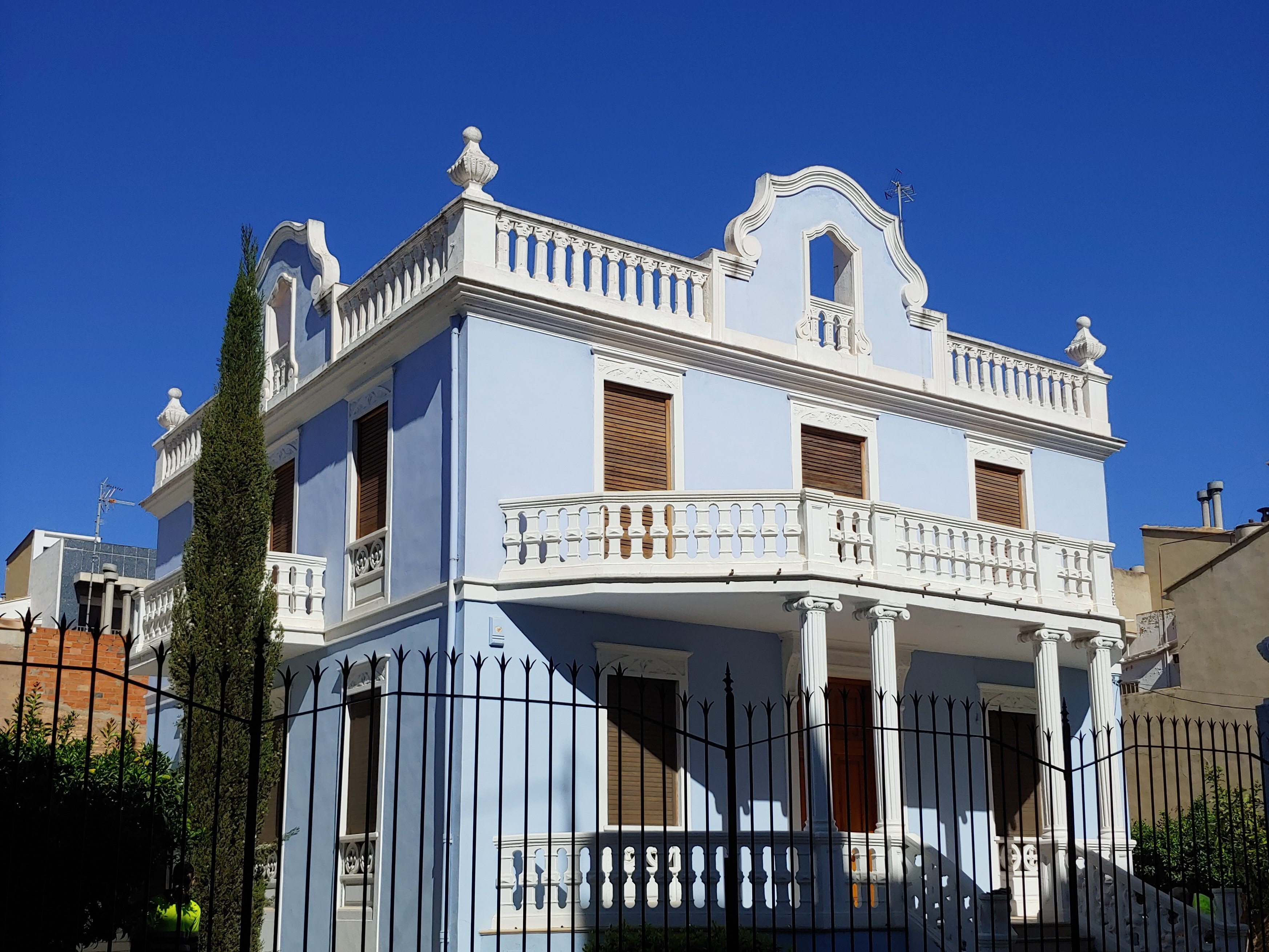
El Chalé Azul (El Xalet Blau): edificio construido en el año 1931 a las afueras de la localidad. Actualmente, sin embargo, está situado en pleno centro histórico. Destaca por su estilo arquitectónico, diferente al del resto de viviendas del centro de Alboraya, el color de su fachada y su jardín con árboles frutales. Su primer propietario fue alcalde de Alboraya entre 1931 y 1936. Durante la guerra y la posguerra se convirtió en una fábrica clandestina de puros y de cirios, y más tarde en los años 60 sirvió de curtiduría de pieles.
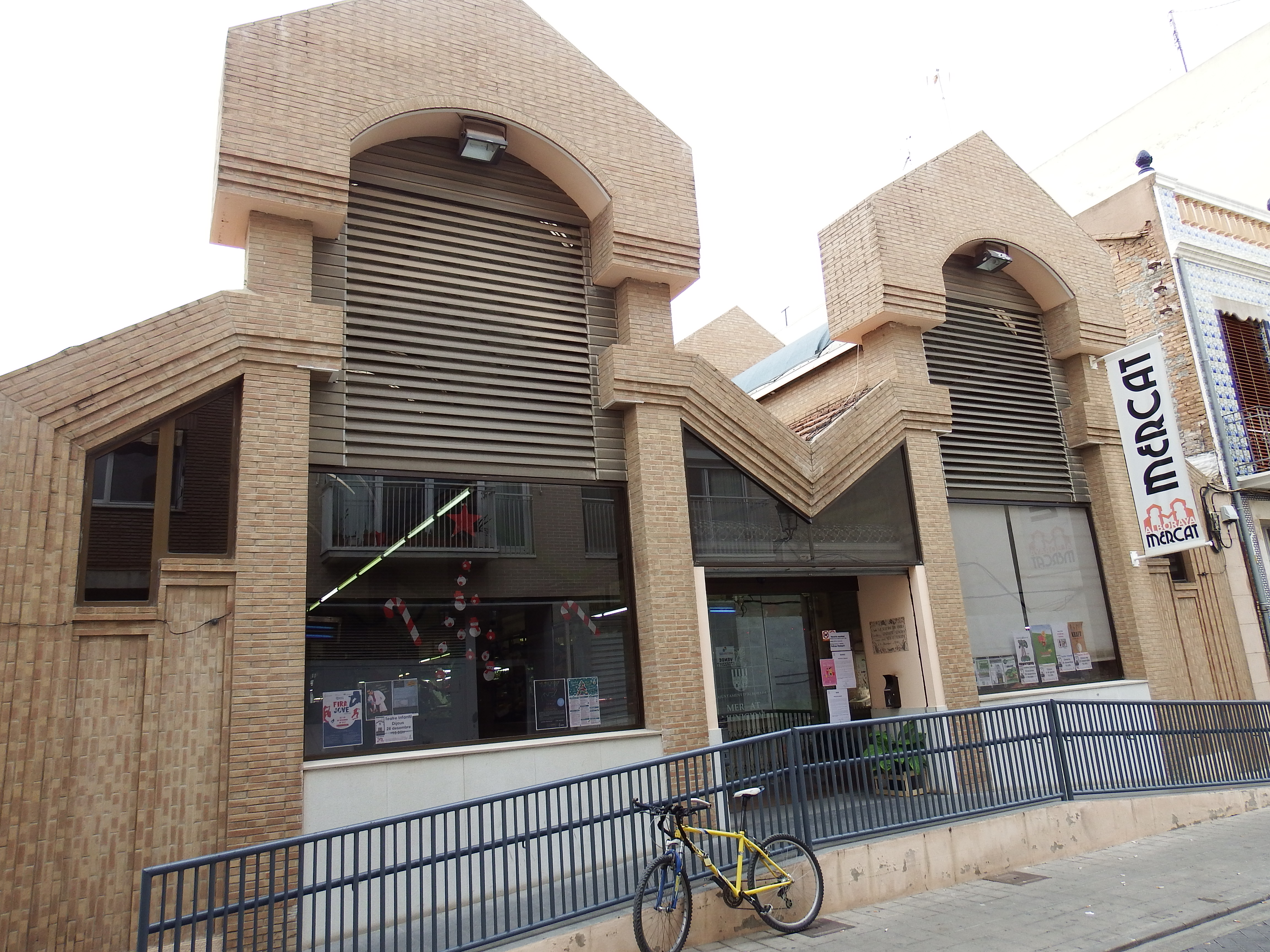
Mercado municipal (Mercat Municipal): mercado de reciente construcción que alberga en su interior puestos de comestibles principalmente.
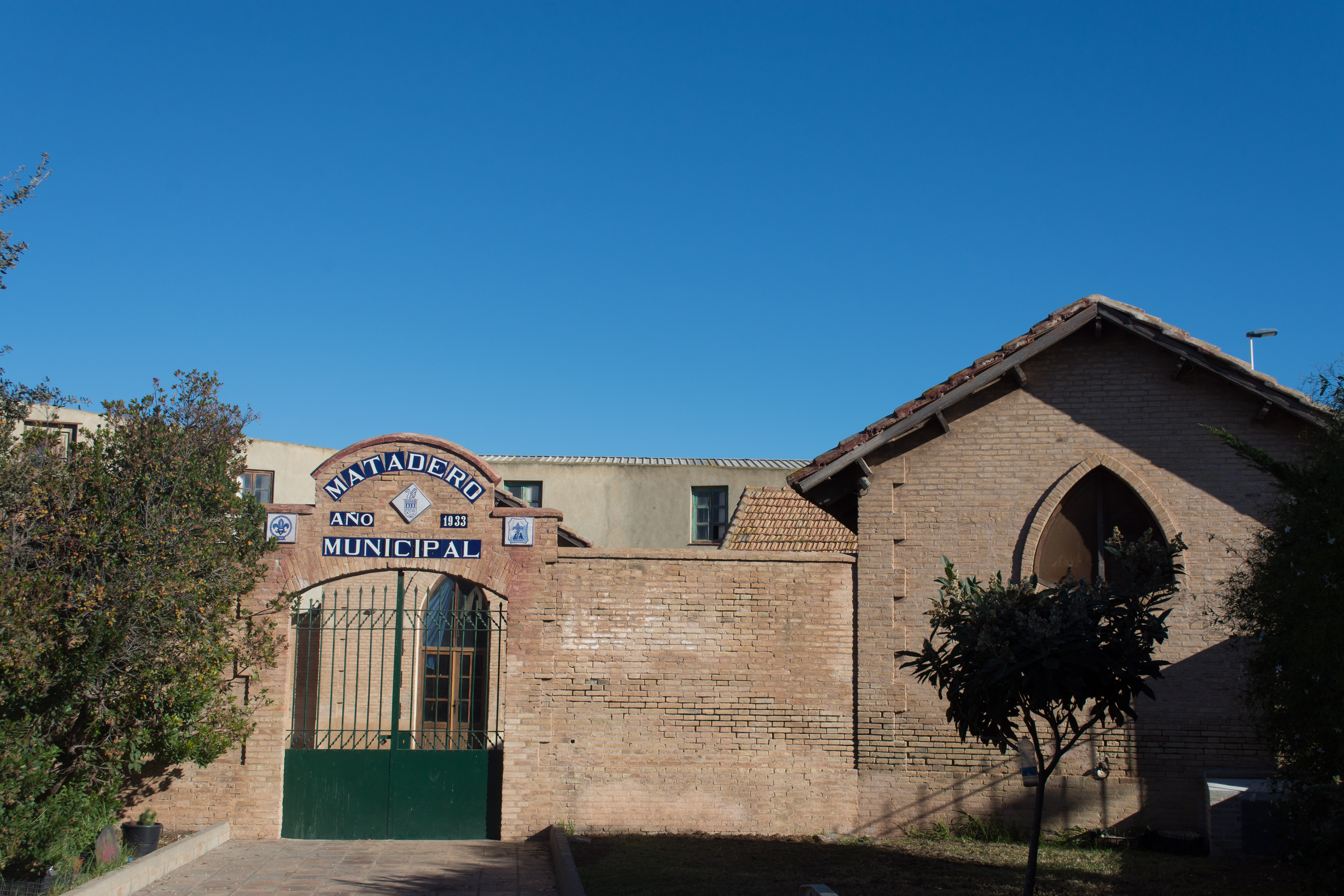
Matadero municipal (Escorxador Municipal): antiguo matadero ubicado al principio del paseo de Aragón, cerca del Barranco del Carraixet. Su construcción comenzó en el año 1932, inaugurándose finalmente en 1933.
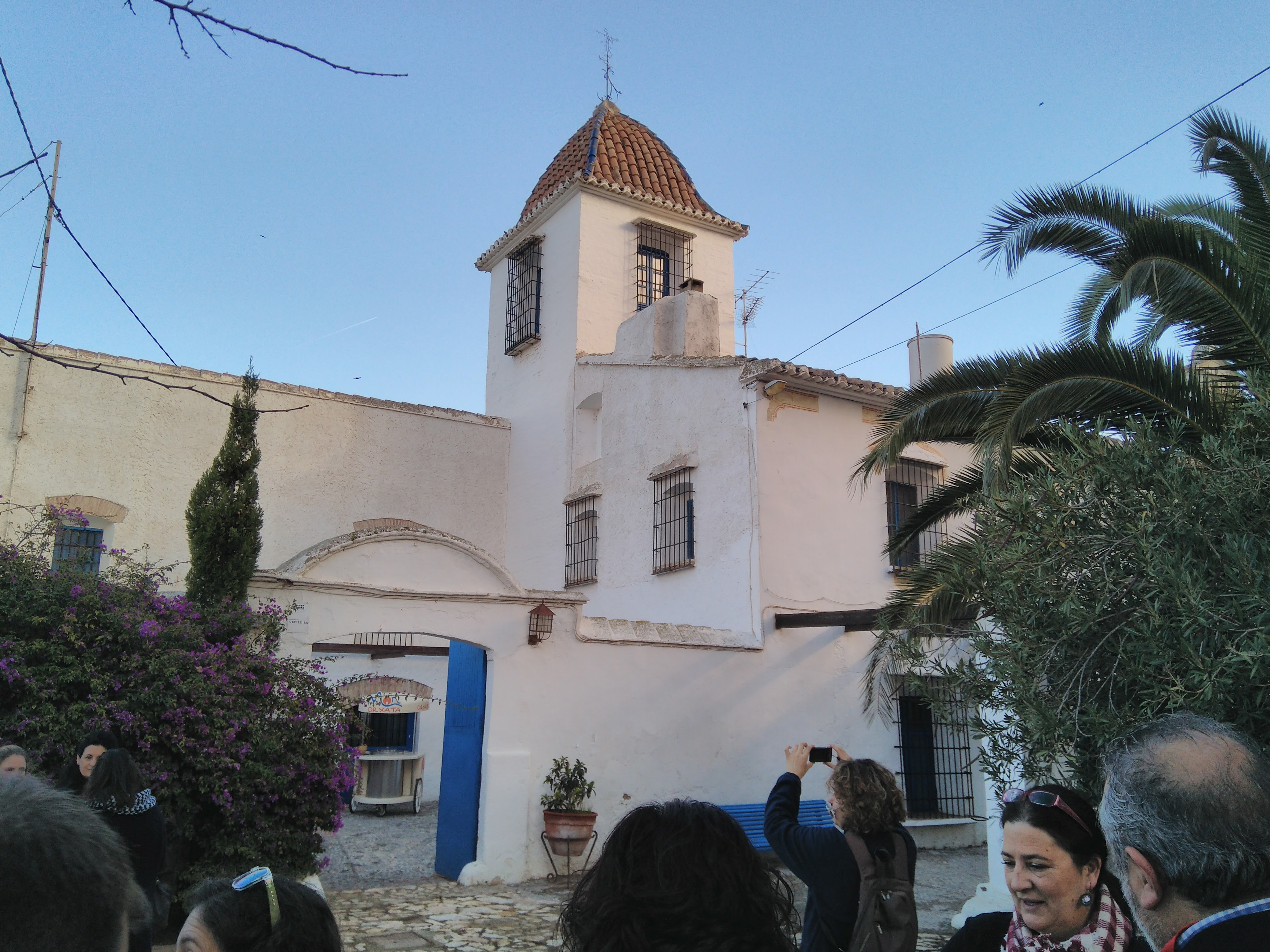
Alquería El Machistre: alquería situada en la partida de Massamardà, al norte del término municipal. Actualmente en ella se encuentra el Museo de la Horchata y de la Chufa, por lo que esta alquería constituye un símbolo de la identidad de la Huerta de Alboraya.
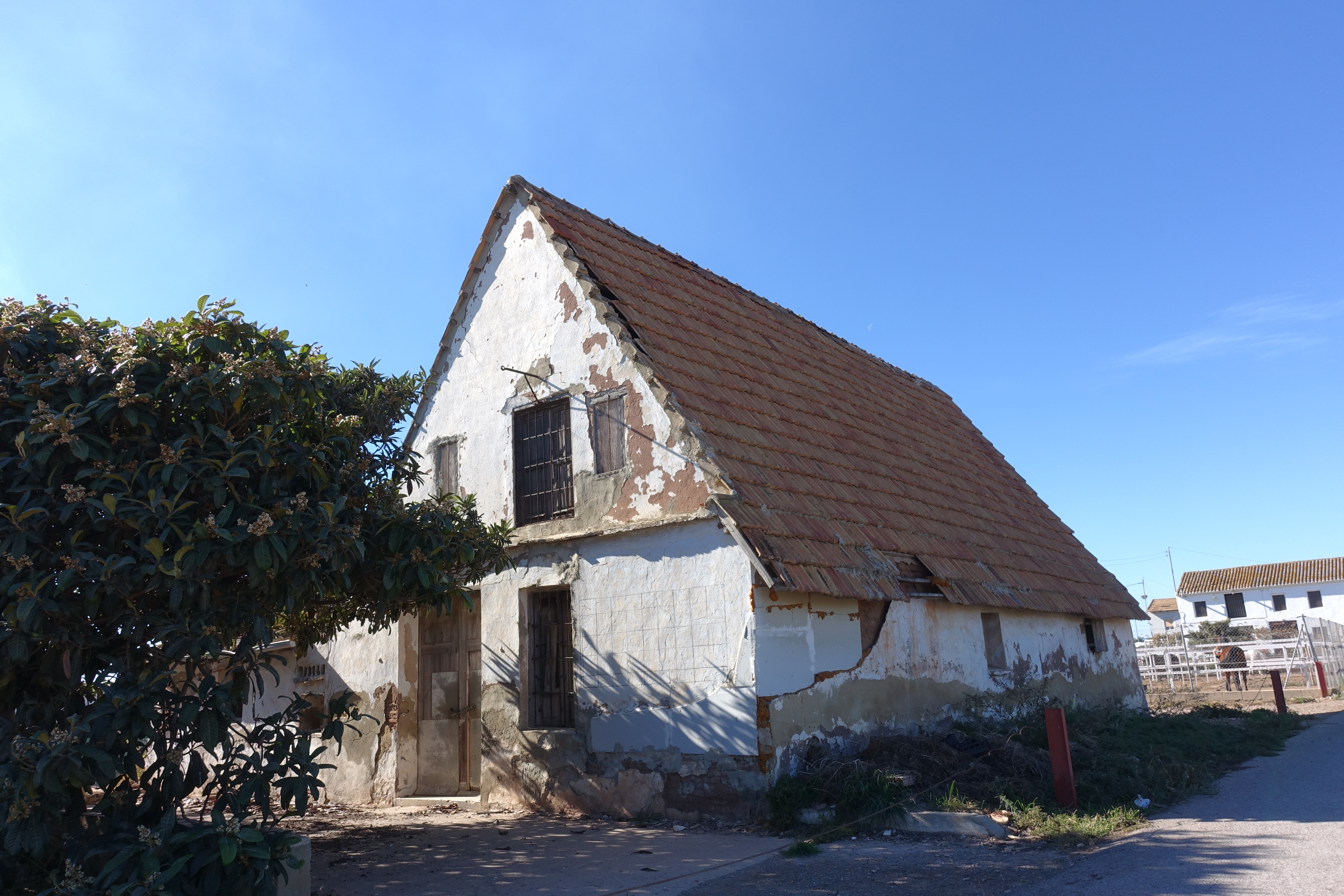
Barracas (Barraques): referente arquitectónico en las huertas valencianas, las podremos encontrar en la huerta de Alboraya. Actualmente las Barracas han dejado de ser la vivienda habitual para transformarse en casetas de campo y ocio. Sus moradores las construían de forma artesanal con los materiales que podían extraer de la tierra. Vivían en la primera planta, que a su vez también era el establo y utilizaban la parte superior o andana como almacén. Su característica y pronunciada cubierta a dos aguas y rematada con cruces, se recubría de bova, planta extraída del Barranco del Carraixet. Las paredes se pintaban de blanco con los bajos azules, una parra cubría de sombra la entrada principal, en la que normalmente había un pozo para extraer agua y un banco de piedra. Las paredes se construían con unos “ladrillos” llamados gasons, fabricados a mano con barro y paja.[44]  - Puente del Moro-Pont del Moro
  - Casa Conde Zanoguera-Casa Comte Zanoguera
  - Teatro L'Agrícola
  - Escuelas
  - Chalé Azul-Xalet Blau
  - Mercado municipal
  - Matadero municipal
  - Alquería El Machistre
  - Barraca

## Cultura

### Patrimonio inmaterial
- Semana Santa (Setmana Santa): declarada Fiesta de Interés Turístico Provincial en el año 2018, esta celebración está documentada en Alboraya desde el siglo XVI (1545), pero no fue hasta el año 1975 que se fundó la Junta Local de Hermandades y Corporaciones de Semana Santa de Alboraya, que está formada por las siguientes hermandades: Hermandad del Santísimo Cristo de la Providencia y del Santo Cáliz, Hermandad de la Purísima Sangre y del Santo Cáliz, Hermandad de la Oración en el Huerto y Nuestra Señora de la Esperanza y del Santo Cáliz, Penitencial Hermandad del Santísimo Cristo del Perdón y del Santo Cáliz, Corporación de Granaderos de la Virgen de la Soledad y del Santo Cáliz, Hermandad de la Piedad y del Santo Cáliz, Hermandad del Santo Sepulcro y del Santo Cáliz, Germandat dels Set Dolors i del Sant Calze, Germandat de la Vera-Creu i del Sant Calze y Real Hermandad de la Santa Faz y del Santo Cáliz.[45] De entre las múltiples procesiones que se realizan, destacan en especial la Procesión de las Palmas del Domingo de Ramos y los actos oficiales del Jueves y Viernes Santo, así como el Viacrucis por la huerta de Alboraya, el Lunes Santo, portando el Cristo de la Almas desde su ermita en plena hasta la iglesia parroquial; destaca asimismo la representación del Misterio de la Pasión.[5]
- Fiestas Patronales en honor a San Cristóbal: por dispensa Papal, Alboraya celebra la festividad del Corpus Christi fuera de la Octava, concretamente el domingo anterior al 10 de julio, coincidiendo con la festividad de San Cristóbal, patrón de la localidad.[5] Empiezan el primer fin de semana de julio y se extienden durante 10 días a lo largo de toda la semana siguiente, celebrándose varias actividades de gran interés religioso, cultural y lúdico. Las actividades se concentran principalmente en tres localidades: el centro histórico, donde se realizan las actividades religiosas como procesiones y bendición de animales y vehículos; la plaza del Carmen, donde tienen lugar la mayoría de actividades lúdicas infantiles; y el paseo de Aragón, donde se realizan comidas y tradicionalmente se montan puestos. Al final de este paseo, donde comienza el polígono industrial, está situado el recinto ferial, en el cual se encuentra la feria de atracciones, las tradicionales casetas y la zona del escenario, donde se realizan espectáculos y verbenas. Otras actividades a destacar son la entrada de moros y cristianos y las actividades deportivas, como las Veinticuatro horas de fútbol sala que se hace en la Ciudad del Deporte o el torneo de Vóley playa en Port Saplaya.[46]
- Fallas (Falles): se celebran en el mes de marzo, junto con las de la capital. La Junta Local Fallera de Alboraya, en colaboración con el Ayuntamiento, se encarga de organizar los actos centrales, en los que participan todas las fallas de la localidad: las exaltaciones falleras antes de la llegada de la fiesta, la Crida que da comienzo a las fiestas josefinas, la exposición del Ninot, la Gala Fallera donde además se entregan los premios al ninot indultat, la Cabalgata Fallera, la Macrodespertà, la Plantà el 15 de marzo, la entrega de premios a los monumentos el 16 de marzo, la Ofrenda de flores a la Virgen de los Desamparados el 18 de marzo, la Misa a San José y finalmente la Cremà de todos los monumentos el 19 de marzo. Estos actos se complementan con las actividades que organiza cada comisión fallera por separado. Alboraya cuenta con 8 comisiones falleras: Falla del Calvet, Falla Miracle, Nou i Cabanyal, Falla del Palmaret, Falla del Poble, Falla del Rey Don Jaime (Rei en Jaume), Falla la Nueva de Alboraya (la Nova d'Alboraia); y en los barrios costeros: Falla de Port Saplaya y Falla Playa Patacona-Camino de Vera (Platja Patacona-Camí de Vera). La actividad de las comisiones falleras se concentra principalmente en el mes de marzo. Sin embargo, también participan en otros eventos como las fiestas patronales o la Cabalgata de los Reyes Magos. Además, durante el resto del año los diferentes casales falleros acogen otras celebraciones y actividades organizadas por cada comisión.[47]
- Milagro de los Peces (Miracle dels Peixets): se realiza el lunes de Pentecostés en la ermita del Milagro de los peces, cooficiando la misa los curas de Almácera y Alboraya. Se trata de una fiesta que le confiere parte de su identidad a Alboraya, pues es celebrada por una gran parte de sus habitantes, en la que se conmemora el Milagro de los Peces sucedido en Alboraya. Es por lo tanto una fiesta única de esta localidad en la que es típico acercarse andando por el Barranco del Carraixet hasta la ermita, situada en la playa, cerca de la zona de Port Saplaya.[48]
- Fiesta del Santísimo Cristo de la Providencia: el 6 de agosto se celebra la transfiguración del Señor, con una solemne misa y posteriormente una procesión.
- Fiesta del Santísimo Cristo de las Almas: se celebra el siguiente domingo a la transfiguración del Señor en su ermita.
- Fiesta de la Virgen de la Huerta: el último domingo de octubre se celebra por parte del Gremio de Horchateros el día de su Patrona, La Virgen de la Huerta, con una misa en la parroquia y reparto de horchata.
- Fiestas de la Inmaculada: la festividad de la Inmaculada Concepción (8 de diciembre) es uno de los días más importantes del calendario litúrgico en Alboraya. Un grupo de clavarias se encarga cada año de la organización y celebración de la fiesta.[49]
- Fiestas de la Milagrosa: celebradas el 27 de noviembre y organizadas por los vecinos de la calle Milagrosa. Se componen de un pasacalle, una eucaristía, el disparo de unos fuegos de artificio y una cena de hermandad entre los vecinos de la calle.[50]
- Fiestas de Santa Bárbara: tienen lugar en la Partida de Santa Bárbara. Se realiza una Misa Solemne en la ermita de Santa Bárbara, una procesión, una mascletà y una comida o cena de todo el vecindario de la Partida de Santa Bárbara a la vera de la ermita.[51]
- Fiestas de la calle Cabanyal: se celebran en el barrio del Cabanyal, una zona del centro histórico, en honor al conocido como Sant Cristòfol de la barqueta. Tienen lugar después de las fiestas patronales de Alboraya, coincidiendo con la festividad de la Virgen del Carmen. Estas fiestas suelen durar un fin de semana, en el que se realizan actividades de todo tipo: actividades infantiles, cena, procesión, verbena...[52]
- Fiestas de La Patacona: tienen lugar a finales de septiembre, durante un fin de semana en el que se organizan una serie de actividades infantiles, culturales o gastronómicas para el disfrute de los vecinos de este barrio de Alboraya.[53]
- 'San Juan': la noche del 23 al 24 de julio las playas de Alboraya se llenan de gente de toda Valencia para celebrar la festividad de San Juan, especialmente en la playa de la Patacona. Es tradicional cenar en la playa, quemar hogueras y saltar olas en la orilla del mar.[53]
- Fiestas de Port Saplaya a la Virgen del Carmen: se celebra en honor a la Virgen del Carmen, patrona de los navegantes, y se realizan las segunda o tercera semana de julio, tras las fiestas mayores de Alboraya. La mayoría de las actividades tiene lugar alrededor de la Plaça de la Senyoria y el paseo Luis Saiz Díaz (paseo marítimo norte), e incluyen una misa a la Virgen y una procesión marinera en su honor.[54]
- Fiestas de Santa Cecilia: la Sociedad Musical de Alboraya organiza en fechas cercanas al día 22 de noviembre una serie de actos dedicados a la patrona de la música.[55]
- Fiestas del barrio Rei en Jaume: celebradas entre finales de septiembre y octubre. La asociación de vecinos organiza múltiples actividades, en colaboración con otras asociaciones del barrio y el Ayuntamiento, como actuaciones, cenas, actividades infantiles o mercado medieval.[56] Además, en torno al día 9 de octubre la Falla Rei en Jaume organiza actividades como bailes regionales, procesión cívica, o verbenas.[57]

### Gastronomía

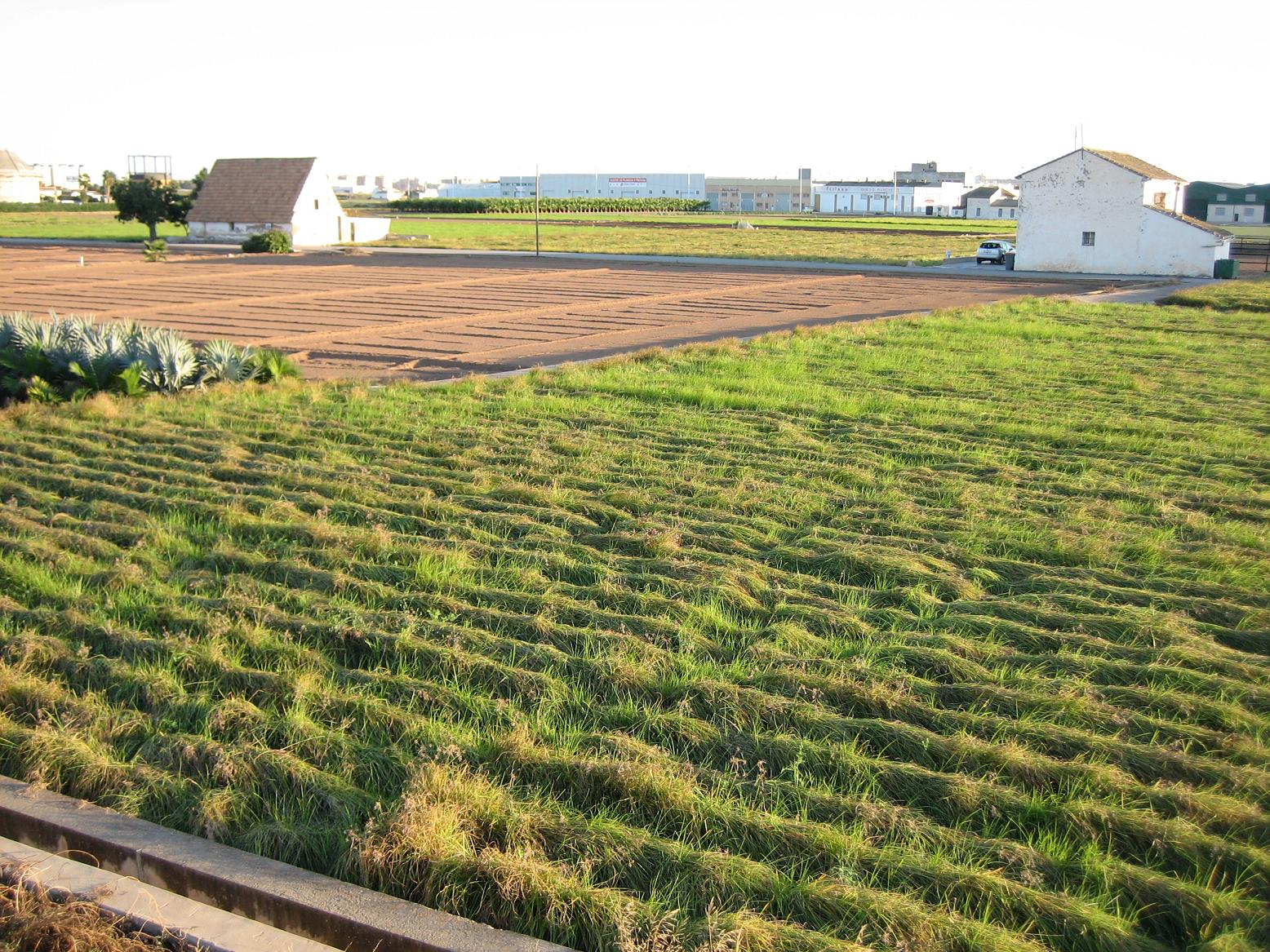
Campo de chufa en la huerta de Alboraya.

Cabe resaltar la paella, el arroz con alubias y nabos (arròs amb fesols i naps), el famoso arroz al horno (arròs al forn), el arroz con acelgas o la paella de hígado de buey (paella de fetge de bou), así como los famosos caracoles picantes llamados avellanencs. Por lo referente a los dulces, destacan el fartón, las tortas cristinas o escudellaes.
Alboraya es conocida como "la cuna de la horchata" o "manantial de horchata", por la gran tradición que tiene esta bebida en la ciudad. Cyperus esculentus, llamada comúnmente juncia avellanada, es una planta herbácea que produce el tubérculo comestible conocido como chufa (xufa), del cual, tras ser triturado y exprimido se obtiene el jugo blanco conocido como horchata (orxata).
Destacan, además, la coca de pebre roig (pibe roig según la pronunciación local), que es una especialidad hornera de forma rectangular y con pimentón, así como la corona dulce, especialidad pastelera, de forma de una circunferencia (corona), elaborada por finas capas de bizcocho, con una crema de almendra entrelazada entre las distintas capas y recubierta de clara de huevo batida (merengue), para terminar se decora en su parte superior con frutas escarchadas, se toma como postre con el café.

## Deportes
En la Ciudad del Deporte de Alboraya pueden practicarse varias categorías de aikido, atletismo, bádminton, baloncesto, ciclismo, danza, esgrima, fútbol sala, gimnasia rítmica, judo, karate, motociclismo, pesca y voleibol.
La Escuela Deportiva municipal de Ajedrez de Alboraya (regida por el Club d'escacs Rafa Bayarri d'Alboraia) es una de las más prestigiosas a nivel autonómico. Existe un Club de Frontenis desde 1988, que milita en 2.ª división. Hay un club de pádel en el complejo deportivo municipal de la Patacona, y en Port Saplaya el Club de buceo Mediterráneo

### Entidades deportivas
- Baloncesto: Alboraya cuenta con varios equipos de Baloncesto. Se denominan NBA (Nou Bàsquet Alboraia) y su pabellón es el de la Ciudad del Deporte.
- Esquí: Club de Esquí de Alboraya, se encuentra entre uno de los más condecorados de la Comunidad.
- Fútbol: Alboraya cuenta con dos escuelas de fútbol, el Alboraya U.D. y el Patacona C.F. En 2008 la escuela del Alboraya U.D cuenta con un total de 30 equipos estando hasta la categoría cadete en el máximo nivel, mientras que la del Patacona C.F. con solo 5 años de existencia, a día de hoy cuenta con 15 equipos y más de 250 jugadores, el Patacona CF es filial oficial del Levante UD. El Alboraya U.D. suele aportar jugadores a la Selección Valenciana todos los años e incluso algunos de ellos han tenido la oportunidad de fichar por equipos de 1.ª división como el F. C. Barcelona, R.C.D. Español, Villarreal C.F. y Valencia C. F. Tiene un convenio firmado con el equipo inglés, Sheffield United F.C..[cita requerida] Por otra parte, cuenta con unas instalaciones de calidad con un campo de fútbol 11 y otros dos de fútbol 7, todos ellos de césped artificial. El primer equipo del Alboraya U.D., de la mano de José Manuel Giménez, ha conseguido el ascenso a Regional Preferente, realizando una exitosa campaña en 1.ª Regional. El equipo juvenil, entrenado por Pepe Hurtado, ha logrado recientemente el campeonato y el ascenso a Liga Nacional Juvenil.[cita requerida]
- Karate y Kobudo: Alboraya cuenta con una entidad difusora de las artes marciales de Okinawa (Japón). El Karate Club Alboraia, es pionero en la autonomía en la escuela de karate Shito Ryu karate Do y de promocionar la práctica marcial con herramientas tradicionales: Kobudo.
- Bádminton: La localidad de Alboraya cuenta con el Club Bádminton Alboraia, una entidad que engloba la práctica, el aprendizaje y la competición. En la actualidad la sede y las pistas de entrenamiento del club están en el pabellón de la Ciudad del Deporte de Alboraya.

## Ciudades hermanadas
- Charagua, Bolivia
- Castanet Tolosan, Francia
- Santa Lucia di Piave, Italia